# Sozialdemokratische Partei Österreichs
Die Sozialdemokratische Partei Österreichs (SPÖ) ist eine 1889 in Hainfeld als Sozialdemokratische Arbeiterpartei (SDAP) gegründete politische Partei. Von 1918 bis 1934 war sie unter dem Namen Sozialdemokratische Arbeiterpartei Deutschösterreichs (SDAP) tätig. Während des Austrofaschismus und der NS-Diktatur war sie verboten. Von 1945 bis 1991 lautete der Parteiname Sozialistische Partei Österreichs. Im Juni 1945 bezog die SPÖ ihre Parteizentrale in der Löwelstraße 18 im ersten Bezirk in Wien, weshalb die Löwelstraße in Bezug auf die SPÖ im übertragenen Sinn als Äquivalent zur Bundespartei steht.
Die von der SPÖ vertretenen Positionen werden in Parteiprogrammen niedergeschrieben. Das aktuelle Grundsatzprogramm wurde 2018 beschlossen.
Die SPÖ stellte seit 1945 in 16 von 32 Bundesregierungen den Bundeskanzler; sechs von neun Bundespräsidenten der Zweiten Republik waren SPÖ-Mitglieder oder wurden beim Erstantritt von der Partei unterstützt (zuletzt Heinz Fischer 2004). Weiters stellt sie mit Stand von Juli 2025 drei der insgesamt neun Landeshauptleute (Wien, Burgenland und Kärnten). Nach der Nationalratswahl 2024 führten die darauf folgenden Regierungsverhandlungen zur Bildung der Bundesregierung Stocker, in der die SPÖ nach 2017 wieder als Juniorpartner beteiligt ist und mit Andreas Babler den Vizekanzler sowie fünf weitere Ministerien stellt.

## Inhaltliches Profil
In ihrem Grundsatzprogramm am Parteitag 1998 beschlossen, bekennt sich die SPÖ zur Sozialdemokratie und zu den Werten Freiheit, Gleichheit, Gerechtigkeit, Solidarität und Vollbeschäftigung. Gleichzeitig wird aber auch die Notwendigkeit von politischer Liberalisierung, Modernisierung und Veränderung thematisiert.

### Außen- und Europapolitik
Die SPÖ sieht in der europäischen Einigung ein entscheidendes Friedensprojekt, um Konflikte zwischen Staaten und ethnischen Gruppen zu lösen.

### Bildungspolitik
Bildung wird im Programm der SPÖ als soziales Grundrecht angesehen. Demnach tritt die SPÖ für Chancengerechtigkeit ein, eine der zentralen Forderungen ist die gemeinsame Schule der 6- bis 14-Jährigen als Modell der Gesamtschule. Ein weiteres Anliegen ist der flächendeckende Ausbau der leistbaren und bedarfsorientierten Kinderbetreuung und die Herabsetzung der Schulpflicht auf das 5. Lebensjahr. Im Bereich Studien verlangt die SPÖ einen freien Zugang zu den österreichischen Universitäten, so wurden beispielsweise im Jahr 2008 die einige Jahre zuvor eingeführten Studiengebühren teilweise wieder abgeschafft. Weiters setzt sich die Partei für die Sicherung der demokratischen Mitbestimmungsrechte in der ÖH ein.

### Gesellschaftspolitik
Als wichtig werden die Gleichstellung von Frauen und die Tolerierung ethnischer Minderheiten empfunden. Die SPÖ will den interkulturellen Dialog forcieren und tritt für die Integration von Zuwanderern ein. Laut ihrem Parteiprogramm von 1978 setzt sich die Partei „gegen alle Formen von Unfreiheit und Diskriminierung, gegen Todesstrafe, Folter und Terror“ ein. Das Wahlprogramm von 2008 greift auch das Thema Homosexualität auf und befürwortet so die gesellschaftliche Gleichstellung von gleichgeschlechtlichen Paaren.

### Innen- und Sicherheitspolitik
Die SPÖ befürwortete die Einführung eines Berufsheers und warb auch bei der Volksbefragung über die Wehrpflicht 2013 dafür. Einen Beitritt zu einem Militärbündnis sowie einer gemeinsamen Europaarmee lehnt die SPÖ ab.

### Sozial- und Wirtschaftspolitik
Den Grundsätzen der Sozialdemokratie entsprechend, ist das Ziel der SPÖ eine Gesellschaft, in der alle Klassengegensätze überwunden sind. Nach Meinung der SPÖ müsste jegliche Form von Arbeit zwischen Männern und Frauen gerecht verteilt werden. Als Ziel nennt die SPÖ die Vollbeschäftigung. Sie bestrebt die Zugänglichkeit öffentlicher Einrichtungen für jeden unabhängig vom sozialen Stand. Außerdem fordert sie ein aus ihrer Sicht faires Arbeitsverhältnis und Mitbestimmungsrecht von Arbeitnehmern in Unternehmen als Basis für eine soziale, wirtschaftliche Entwicklung. Des Weiteren tritt sie für ein Steuersystem ein, das eine gerechte Einkommens- und Vermögensverteilung erlaubt. Den Staat sieht die SPÖ als Träger einer aktiven Wirtschaftspolitik. Die Privatisierungspolitik, die zu Beginn der 1990er-Jahre von SPÖ-geführten Regierungen betrieben wurde, lehnt sie ab. Im Wahlkampf zum Nationalrat 2008 waren zentrale Forderungen im Bereich der Wirtschafts- und Sozialpolitik die Einführung der bedarfsorientierten Mindestsicherung und der Vermögenszuwachssteuer.

## Geschichte

### Bis 1934: Sozialdemokratische Arbeiterpartei

#### Entstehung
Die österreichische Arbeiterbewegung war kein Kind der Revolution von 1848. Auf den Barrikaden Wiens standen zwar auch Arbeiter, doch ihr Handeln war nicht von Klassenbewusstsein, welches erst wesentlich später als Begrifflichkeit entstand, sondern vor allem durch den Wunsch getragen, dem Kaiserreich Bürgerrechte abzutrotzen. Die Neugründung einer österreichischen Arbeiterbewegung entstand erst nach 1867 in verschiedenen Formen. Vor allem geschah dies in Folge des Wirkens der Sozialdemokratie in Deutschland, deren ideologische und organisatorische Führungsrolle wiederum auf dem Vorsprung des Deutschen Reiches hinsichtlich der Industrialisierung und ihrer Folgen beruhte.
Von dort kam auch der Anstoß zur Gründung der ersten Arbeiterbildungsvereine, die durch die Dezemberverfassung des Jahres 1867 legalisiert wurden und wesentlich zur Fundamentierung eines politischen Bewusstseins der österreichischen Arbeiterklasse beitrugen. Die Arbeit der Funktionäre der ersten Stunde basierte auf dem Gedankengut von Ferdinand Lassalle und dessen Allgemeinem Deutschen Arbeiterverein (ADAV). Lassalle starb allerdings bereits ein Jahr nach der Gründung des ADAV, der in Folge zunehmend von Flügelkämpfen und Abspaltungen belastet war. 
In Deutschland ADAV fusionierte der ADAV im Jahr 1875 auf dem Parteitag von Gotha mit einer dieser Abspaltungen, der (deutschen) Sozialdemokratischen Arbeiterpartei (SDAP) zur Sozialistischen Arbeiterpartei Deutschlands (SAPD). Dabei kam es mit dem Gothaer Programm zu einem Kompromiss zwischen dem 1869 im thüringischen Eisenach beschlossenen marxistischen Programm der SDAP und dem eher gemäßigten Vorstellungen des ADAV. Das Bekenntnis zu einer revolutionären Umgestaltung der bestehenden Ordnung wurde von den österreichischen Aktivisten der Arbeiterbewegung übernommen, was wie in Deutschland erneut zu Repressionen und zu Spaltungen in gemäßigte und anarchistische Gruppen führte.
Der Plan zur Gründung einer geeinten österreichischen sozialdemokratischen Partei entstand 1874 auf einer Zusammenkunft von Delegierten gewerkschaftlicher Arbeitervereine im damals ungarischen, heute burgenländischen, Neudörfl. In den folgenden Jahren konnte dieses Vorhaben aufgrund von Differenzen zwischen gemäßigten und anarchistischen Gruppierungen nicht realisiert werden. Die Gründung der Sozialdemokratischen Arbeiterpartei (SDAP) fand daher erst am Parteitag vom 30. Dezember 1888 bis zum 1. Jänner 1889 im niederösterreichischen Hainfeld statt, nachdem es Victor Adler durch beträchtliche Investitionen in die Presse gelungen war, die unterschiedlichen Gruppierungen auch über die Sprachgrenzen der cisleithanischen Reichshälfte hinweg zu vereinen.
Die Partei verstand sich als Vertretung der Arbeiterbewegung „aller im Reichsrat vertretenen Königreiche und Länder“, also eben dieses „Cisleithaniens“. Diese auch heute noch bekannte umgangssprachliche Bezeichnung („Land diesseits der Leitha“) war nach dem österreichisch-ungarischen Ausgleich von 1867 entstanden, weil die Kronländer Böhmen und Mähren „Österreich“ als diskriminierend abgelehnt hatten. Um auch von böhmischen Genossen akzeptiert zu werden, konnte sich also auch die Arbeiterpartei 1888 keinen Namen mit „Österreich“ geben. Die Namensgebung war auch Ausdruck der Verbundenheit mit der gleichnamigen deutschen Sozialdemokratischen Arbeiterpartei (SDAP) vor deren Fusion mit dem ADAV. Von ihr hatte man auch das marxistische Eisenacher Programm des Jahres 1869 übernommen, das auf dem Kommunistischen Manifest beruhte.

#### 1889–1918: Victor Adlers „k.k.“ Sozialdemokratie

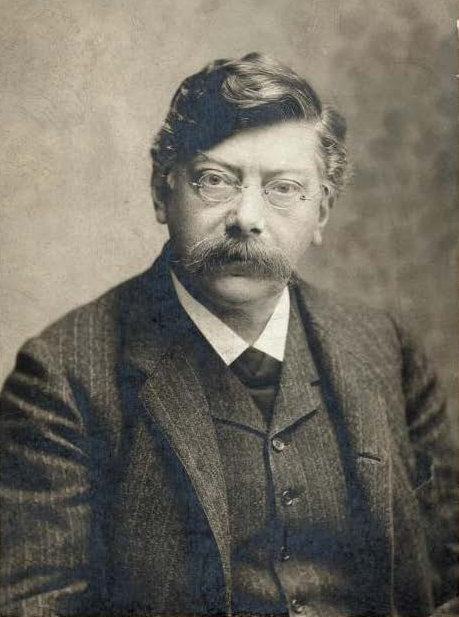
Victor Adler, Parteigründer und Vorsitzender bis 1918

Victor Adler schwor die Partei auf einen gemäßigten Kurs ein, bei dem das Kommunistische Manifest nicht als Richtlinie, sondern als Zukunftsvision präsent war. Als erstes Zwischenziel auf diesem Weg in die Zukunft wurde der Kampf um das Wahlrecht festgelegt. Parallel dazu wurden Gründungen von Institutionen zur Bildung und Verbesserung der sozialen Lage der Arbeiterklasse gefördert, die deren Zusammenhalt stärkte und zu steigenden Mitgliederzahlen vor allem in Wien, Böhmen und Mähren, aber auch in den industrialisierten Gebieten der Steiermark, Ober- und Niederösterreichs führten. Victor Adler blieb bis zu seinem Tod eher den reformistischen Zielen des Allgemeinen Deutschen Arbeitervereins und damit den etatistischen Lehren Lassalles verbunden als jenen von Karl Marx. Der Einigungsparteitag in Hainfeld war insgesamt einer der Schritte von Victor Adler, die Sozialdemokratie zu einer staats- und kaisertreuen und damit mehrheitsfähigen Partei umzugestalten.

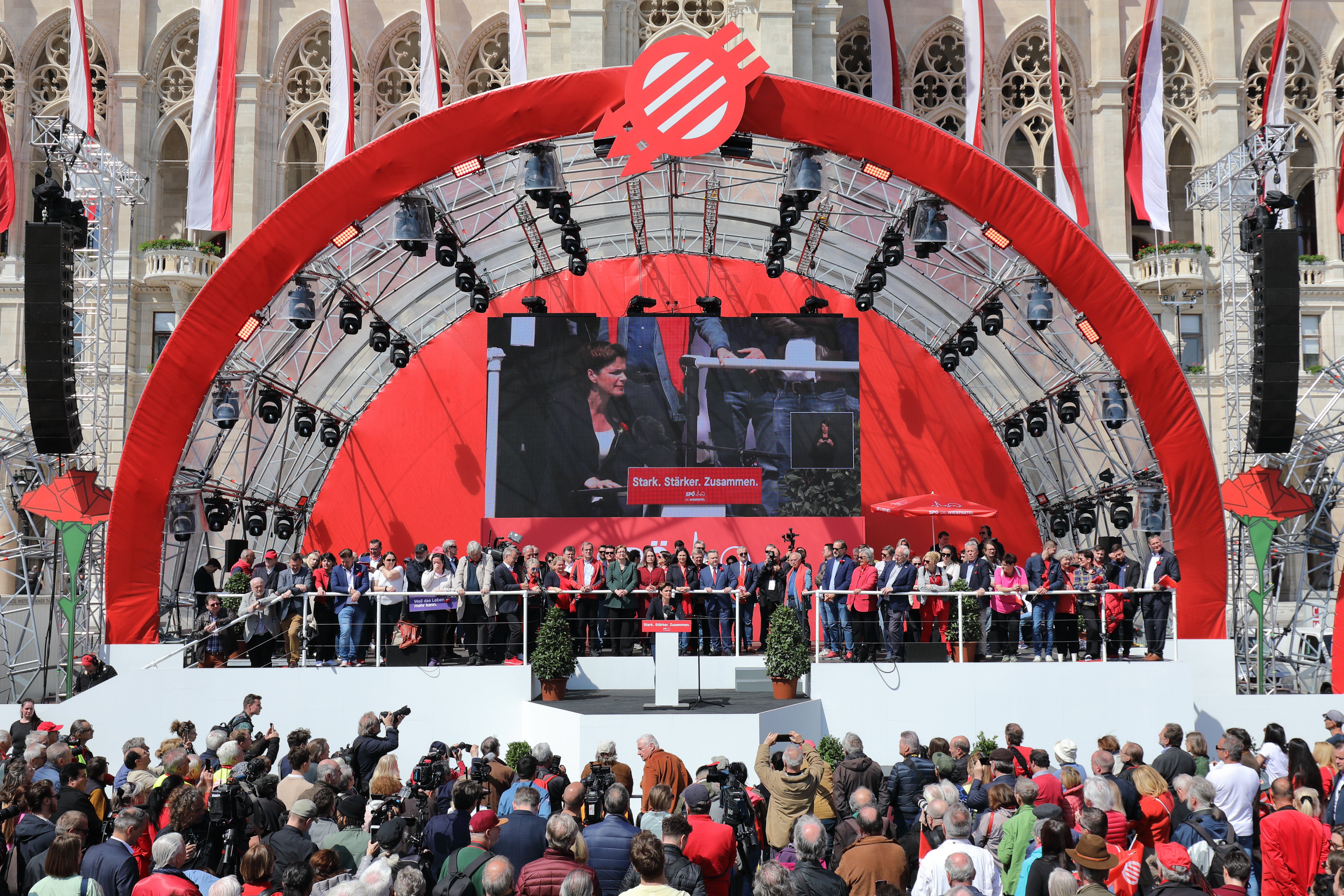
Die 1890 ins Leben gerufene 1.-Mai-Feier 2023 am Wiener Rathausplatz

Victor Adler gab auch durch seine Artikel und Losungen in der Arbeiter-Zeitung den Anstoß zu 1.-Mai-Feiern im Sinne eines internationalen Arbeiterfeiertages im Geist der Gewaltlosigkeit. Die Sozialdemokratie (speziell die Wiener Arbeiterschaft) veranstaltete am 1. Mai 1890 im Wiener Prater die mit mehr als 100.000 Teilnehmern größte Kundgebung, die bis dahin jemals in der Stadt zu sehen war. Während das Bürgertum und die bürgerliche Presse schon im Voraus Panik verbreiteten und Gewalt, Unruhen und Zerstörungen vorhersahen, waren die sozialistischen 1.-Mai-Feiern ein erster durchschlagender, friedlicher Erfolg der österreichischen Arbeiterschaft.
Der Wimberger-Parteitag 1897 war geprägt von Nationalitätenkonflikten in Altösterreich, in deren Folge nationale Sektionen in der Partei gebildet wurden (Deutsche, Tschechen, Polen, Italiener, Ruthenen und Südslawen), die zunehmend als eigenständige Parteien auftraten.
1899 wird das Brünner Programm von der SDAP beschlossen. Die Sozialdemokraten wollten den österreichischen Teil der Doppelmonarchie in einen Demokratischen Bundesstaat reformieren.
Mit der Durchsetzung des allgemeinen Männerwahlrechts gelang Adler im Jahr 1907 ein historischer Kompromiss zwischen Krone, Bürokratie und Arbeiterschaft. Auf dessen Basis konnte die SDAP bei den Wahlen im Jahr 1907 ihren Mandatsstand vervielfachen. Entgegen der Agitation von Karl Kautsky und des revolutionären Teiles der Linken bestand Victor Adler nun besonders darauf, dass die neuen sozialdemokratischen Abgeordneten nach der Wahl, bei der sie knapp hinter den Christlichsozialen zweitstärkste Fraktion wurden, gemäß dem langjährigen Usus, in die Hofburg pilgerten, um die Thronrede des Kaisers zu hören. Die bürgerliche Presse, die immer versuchte, die Sozialdemokratie ins revolutionäre anti-habsburgische Unruhe- und Minderheiteneck zu drängen, malte sogar das Schreckgespenst einer „sozialistischen Monarchie“ an die Wand. 1911 wurde die sozialdemokratische Fraktion schließlich stärkste Fraktion im Reichsrat.
Da der k.k. Ministerpräsident das Vertrauen des Monarchen und nicht jenes des Reichsrates benötigte, bedeutete diese Fraktionsstärke allerdings keineswegs eine Regierung unter sozialdemokratischer Führung. Die Freude über die Wahlrechtsreform und Wahlerfolge wurde durch den sich verschärfenden Nationalitätenhader auch in den eigenen Reihen getrübt. Die Tschechen waren 1912 die erste ethnische Gruppierung, die sich von der SDAP abspaltete; bis Kriegsbeginn hatten auch die anderen nicht deutschsprachigen Nationalitäten die Partei verlassen und eigene Fraktionen gegründet.
Adler gab nun als nächstes Ziel die materielle Besserstellung der Arbeiterklasse aus, was jedoch nicht mehr umgesetzt werden konnte. Trotz ihrem Bekenntnis zu den Friedenszielen der Zweiten Internationale unterstützte die SDAP die ersten Jahren des Ersten Weltkriegs und die Kriegspolitik Österreich-Ungarns gegen Serbien und das zaristische Russland.
Gegen diese Burgfriedenspolitik, wie sie unter anderem Karl Renner, der sich auch Hoffnungen auf den Posten des k.k. Ministerpräsidenten machte, vertrat, gab es in der Partei zunächst keine namhafte Opposition. Lediglich eine kleine Gruppe um Friedrich Adler, den Sohn des Parteivorsitzenden Viktor Adler, konnte sich mit diesem Kurs nicht abfinden. Am 21. Oktober 1916, einen Monat vor dem Tod Franz Josephs I., erschoss Friedrich Adler den k.k. Ministerpräsidenten Graf Karl Stürgkh, der aufgrund der Obstruktionspolitik der Nationalitäten seit März 1914 ohne Parlament regierte. (Das Parlament wurde erst wieder vom neuen Kaiser, Karl I., 1917 einberufen.) Die Partei distanzierte sich von dieser Tat, ging am Parteitag 1917 auf Distanz zur Staatsführung, unterstützte die Administration jedoch bei der Eindämmung der Hungerstreiks im Winter 1917/18. Unter dem Eindruck der russischen Oktoberrevolution und des absehbaren Zusammenbruches der Monarchie räumte die Partei 1918 Otto Bauer, einem prononcierten Marxisten, den Posten des stellvertretenden Parteivorsitzenden und Chefideologen ein.
Karl Renner und Victor Adler boten als verbindende Vertreter der Partei den Völkern Altösterreichs bis zuletzt das Verbleiben im bestehenden Staatsverband an, um die gemeinsamen sozialdemokratischen Zukunftsziele besser verwirklichen zu können. Dazu gab es noch im Oktober 1918 Überlegungen, dass Karl Renner k.k. Ministerpräsident wird.

#### 1892–1909 Entstehung und Behauptung einer Sozialdemokratischen Frauenbewegung
Obwohl das Hainfelder Programm von 1889 Diskriminierung nach Geschlecht verurteilte, nahm keine einzige Frau am Hainfelder Parteitag teil. Die Delegierte Anna Altmann aus Polzental wurde zugunsten eines männlichen Kandidaten abgelehnt. Im Folgejahr gründete sich daher in Wien ein eigener „Arbeiterinnen-Bildungsverein“, vermeintlich unpolitisch, um die Vereinsgesetzgebung zu umgehen, die politische Vereinstätigkeit von Frauen verbot. Repressive Gesetze und Vorbehalte sozialdemokratischer Männer waren zwei Hürden, gegen die die sozialdemokratische Frauenbewegung kämpfte. Dennoch wuchs sie rasch, auch mit Hilfe der ab 1892 erscheinenden „Arbeiterinnen-Zeitung“ unter der Schriftleiterin Adelheid Popp. Nach einem Boykott der SDAP-Parteitage 1896 und 1897, einer eigenen Reichsfrauenkonferenz 1898 und der Gründung eigener Frauengewerkschaften ab 1902 konnte die sozialdemokratische Frauenbewegung ihren Platz in der Partei erkämpfen, 1907 wurde eine reichsweite (= cisleithanische) Sozialdemokratische Frauenorganisation gegründet und mit dem Reichenberger Parteitag 1909 als gleichwertig in die SDAP integriert.

#### 1918–1920: Sozialdemokratie an der Regierung

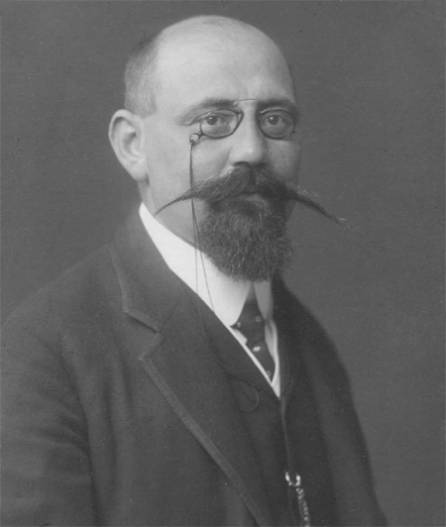
Karl Renner 1905 als k.k. Parlamentsbeamter; 1918 wurde er zum Staatskanzler Deutschösterreichs gewählt

Als die nicht deutschsprachigen Nationalitäten kurz vor Kriegsende aus der Monarchie ausschieden, waren die deutschösterreichischen Sozialdemokraten die ersten, die mit einem klaren Programm vor das Volk traten und eine parlamentarische Republik anstrebten. Die Provisorische Nationalversammlung, bestehend aus den 1911 gewählten deutschsprachigen Reichsratsabgeordneten Altösterreichs, wählte im Oktober 1918 den Vorsitz von Karl Seitz Karl Renner zum Staatskanzler Deutschösterreichs, wie das Land vorerst genannt wurde; die Staatsform blieb noch offen. Nachdem sich auch die anderen Parteien dazu durchgerungen hatten, die deutschsprachigen Teile der Donaumonarchie an das nunmehr republikanische Deutsche Reich anzuschließen, daher die Republik anzustreben, und Kaiser Karl I. zum „Verzicht auf jeden Anteil an den Staatsgeschäften“ bewogen werden konnte, wurde am 12. November 1918 der neue Staat zur Republik erklärt. Im Gegensatz zur bisherigen ausgleichenden und einenden k.u.k. Parteilinie Victor Adlers war nun die von Otto Bauer und Karl Renner geprägte neue Parteihaltung streng republikanisch, anti-habsburgisch und revolutionär. Mit der damit verbundenen Politik gegen die Kirche beziehungsweise das alte Österreich verlor die Sozialdemokratie aber Teile ihrer kleinbürgerlichen Wählerschichten und zunehmend bisherige Mehrheiten.
Die SDAP Österreichs trat, wie die anderen im Nationalrat vertretenen Parteien, auch nach dem Vertrag von Saint-Germain, der Österreich den Namensbestandteil „Deutsch“ verboten hatte, für den Anschluss an Deutschland ein. Man erwartete sich im großen Staat mehr Kraft für die sozialistische Revolution. Der Anschlusswunsch wurde am Parteitag 1933, nach der Machtergreifung der Nationalsozialisten im Deutschen Reich, gestrichen.
1918 bis 1920 bildeten die Sozialdemokraten – als stimmenstärkste Partei bei der 1919 abgehaltenen Wahl der konstituierenden Nationalversammlung – eine Große Koalition mit den Christlichsozialen. Damals wurden neben der Verfassung wesentliche soziale Verbesserungen verabschiedet (Achtstundentag, Gründung der Arbeiterkammer als gesetzliche Interessensvertretung, Betriebsrätegesetz etc.). Karl Seitz (Parteivorsitzender), Otto Bauer (stellvertretender Parteivorsitzender) und Karl Renner als Staatskanzler gelang es, einschneidende soziale Reformen umzusetzen.
Der Versuch Otto Bauers, im Zuge des Austromarxismus, einem integralen Sozialismus, eine Wiedervereinigung der reformistischen II. Internationale mit der kommunistischen III. Internationale zu erreichen, scheiterte jedoch. Scherzhaft bezeichnete man die österreichische Sozialdemokratie, die so beschwichtigend auf die rivalisierenden linken Ideologien wirken wollte, als die Zweieinhalbte Internationale.
Ebenso konnte der von der SDAP angestrebte Anschluss an das Deutsche Reich nicht erreicht werden. Eine damit verbundene Vereinigung mit der späteren Sozialdemokratischen Partei Deutschlands (SPD), einer weitaus besser organisierten Partei, wäre aus österreichischer Sicht äußerst attraktiv gewesen. Während Deutschland stark industrialisiert war und somit über eine große Zahl an Werktätigen verfügte, war Österreich zu diesem Zeitpunkt noch weitgehend agrarisch dominiert. Da die Bauern traditionsgemäß christlichsozial wählten, war die politische Basis für die Sozialdemokratie in der österreichischen Bevölkerung dementsprechend geringer.

#### 1920–1934: Von der Opposition zum Bürgerkrieg

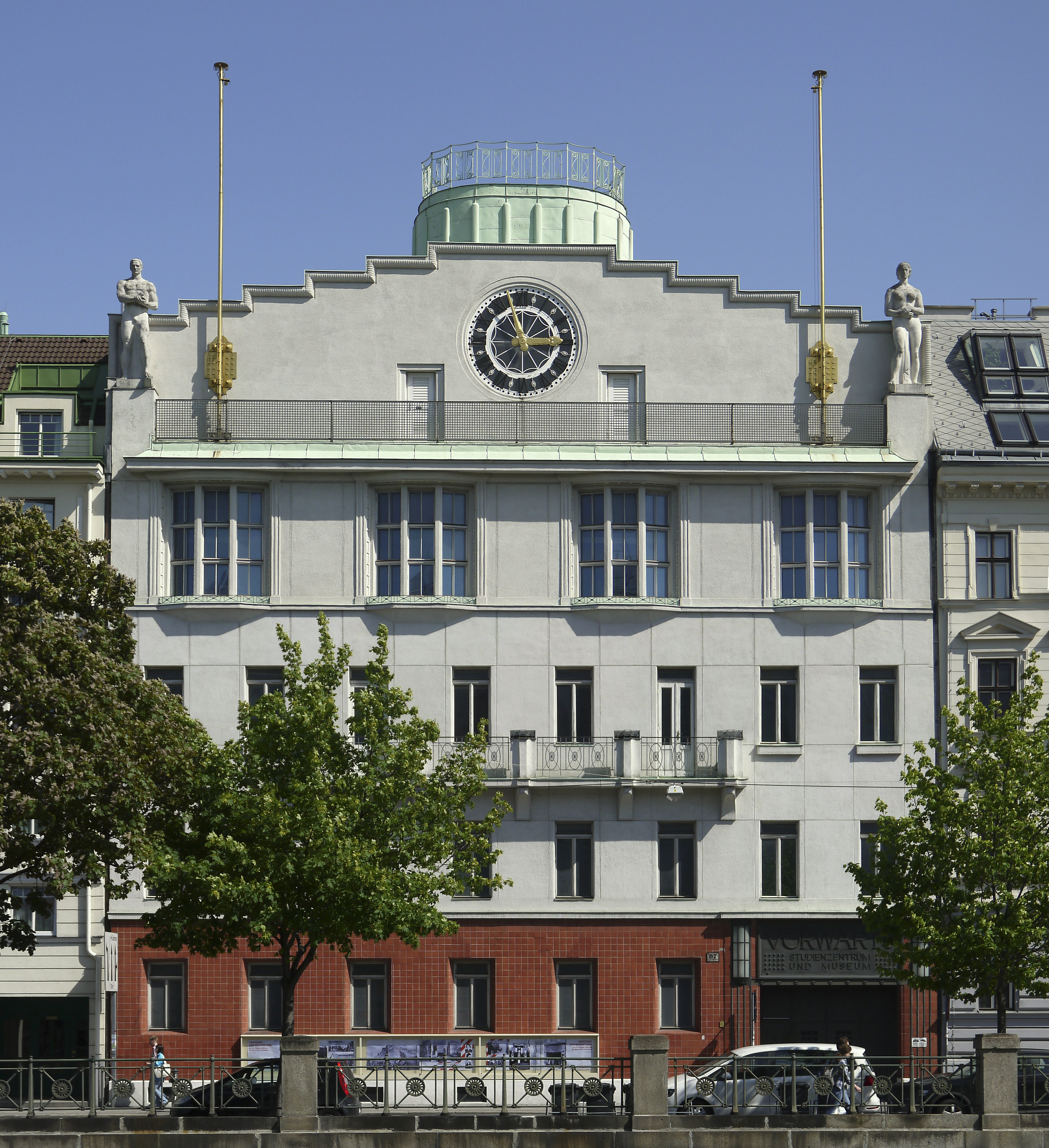
Vorwärts-Gebäude in Wien, 1910–1934 Parteizentrale, heute Ort der Parteigeschichtsforschung

Nachdem die Christlichsozialen 1920 die Nationalratswahlen gewonnen hatten, führte Otto Bauer die Partei in der Bundespolitik in die Opposition. Dort blieb sie bis zu ihrem Verbot 1934. Zwar wurde sie bei der Nationalratswahl 1930, der letzten demokratischen Wahl der Zwischenkriegszeit, noch einmal stimmen- und mandatsstärkste Partei, jedoch bildete die Christlichsoziale Partei zusammen mit der Großdeutschen Volkspartei und dem Landbund weiterhin die Regierung. Ein 1932 von den Christlichsozialen gemachtes Angebot auf Bildung einer Großen Koalition wurde abgelehnt; eine Entscheidung, die Jahrzehnte später als falsch erkannt wurde. Otto Bauers wenig flexible Politik wurde, aus Sicht der Sozialdemokraten der Zweiten Republik, generell, als nicht nachahmenswert eingestuft.
Vor allem in Wien, wo sie unter den Bürgermeistern Jakob Reumann und Karl Seitz mit Zweidrittelmehrheit regierten, wie auch in den Industrieregionen der Steiermark und Oberösterreichs entwickelte die Sozialdemokratie ein international herzeigbares politisches Gegenmodell zur konservativen Bundesregierung. Vor allem durch den sozialen Wohnbau wurde das „Rote Wien“ international bekannt. Bemerkenswert ist auch die kulturelle Offenheit der damaligen Sozialdemokratie, die viele Intellektuelle anzog. (Ähnliches gelang in kleinerem Umfang in den Industrieregionen der Steiermark.)
Als Reaktion auf die Organisation faschistischer Heimwehren wurde 1923/1924 der „Republikanische Schutzbund“ als paramilitärische Organisation der SDAP gegründet. Das Linzer Programm von 1926, wesentlich von Otto Bauer beeinflusst, verstärkte die Kluft zwischen „Rot“ und „Schwarz“: Die „Diktatur des Proletariats“ – die allerdings auf demokratischem Weg erreicht werden sollte („Demokratie der Weg, Sozialismus das Ziel“) – wurde von politischen Gegnern gern zur Angstmache vor den „Roten“ bzw. den „Bolschewiken“ zitiert.
1927 war in Schattendorf, Burgenland, auf einen Schutzbündleraufmarsch geschossen worden; ein Invalider und ein Kind wurden getötet. Der Freispruch der Schützen (Schattendorfer Urteil) führte am 15. Juli 1927 nach einem überaus kritischen Artikel der „Arbeiter-Zeitung“ zu einer Demonstration vor dem Justizpalast, die trotz Besänftigungsversuchen führender Sozialdemokraten in Gewalt radikaler Elemente mündete. Der Justizpalast wurde in Brand gesteckt. Die Polizei erschoss Dutzende Demonstranten und büßte selbst vier Mann ein. Der überaus brutale Polizeieinsatz wurde auch vom Nicht-Sozialdemokraten Karl Kraus heftig kritisiert. Er forderte öffentlich den Rücktritt von Polizeipräsident Johann Schober. Die Regierung unter Prälat Ignaz Seipel verteidigte den Polizeieinsatz und bezeichnete das Ereignis als „Julirevolte“. Es war ein Schock für das ganze Land.
Gegen die 1929 einsetzende Weltwirtschaftskrise hatte auch die Sozialdemokratie kein Rezept. Dies führte dazu, dass in der Arbeiterschaft ab Anfang der dreißiger Jahre radikale Ideologien (Nationalsozialismus, Kommunismus), die bis dahin nur wenige unterstützten, verstärkt Fuß fassen konnten.
Nach dem 4. März 1933 nutzte die christlichsoziale Dollfuß-Regierung die von ihr so genannte Selbstausschaltung des Parlaments, um durch Notverordnungen autoritär weiter zu regieren. Politische Rechte wurden sukzessive eingeschränkt. So wurde unter anderem der traditionelle Maiaufmarsch der Sozialdemokraten, auf der Ringstraße, am 1. Mai 1933, verboten worden. Die Sozialdemokraten reagierten darauf paralysiert: Es fehlte eine klare Strategie, wie man den antidemokratischen Tendenzen Dollfuß’ begegnen könnte.
Als Dollfuß den nun verbotenen paramilitärischen Schutzbund in Oberösterreich entwaffnen wollte, kam es am 12. Februar 1934 in Linz zu einer bewaffneten Auseinandersetzung, die zum Februaraufstand von Teilen der SDAP führte. Am selben Tag wurde Bürgermeister Karl Seitz in Wien von der Polizei aus dem Rathaus entfernt und die Sozialdemokratische Partei verboten. Der Aufstand wurde von Gendarmerie, Polizei, Bundesheer und Heimwehren bis zum 14. Februar niedergeschlagen.
An den Februarkämpfen beteiligte sich bei weitem nicht die gesamte österreichische Sozialdemokratie; sie war darauf nicht vorbereitet. Der Aufstand ging auch nicht von der Parteizentrale aus, sie wurde davon überrascht. Die bewaffneten Auseinandersetzungen zwischen dem Republikanischen Schutzbund einerseits und Polizei und Bundesheer andererseits fanden nur punktuell statt. In anderen Stadt- und Landesteilen sah man nichts davon. Deshalb war die Bekämpfung des „Februaraufstandes“ für die Regierung kein großes Problem.

#### Wahlergebnisse 1919–1930
- Wahl der konstituierenden Nationalversammlung 1919: 1 211 814 Stimmen (40,8 Prozent / 72 Mandate)
- Nationalratswahl 1920: 1 022 606 (35,9 Prozent / 69 Mandate)
- Nationalratswahl 1923: 1 311 870 (39,6 Prozent / 68 Mandate)
- Nationalratswahl 1927: 1 539 635 (42,3 Prozent / 71 Mandate)
- Nationalratswahl 1930: 1 517 146 (41,1 Prozent / 72 Mandate)

#### Bekannte Mitglieder der SDAP

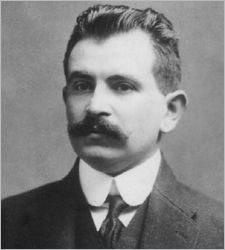
Otto Bauer, als Austromarxist Chefideologe der Partei, von Gegnern als Bolschewist etikettiert

- Karl Renner
- Julius Deutsch
- Otto Bauer
- Friedrich Adler
- Karl Seitz
- Jakob Reumann
- Ferdinand Hanusch

### 1934–1945: Sozialdemokratie in der Illegalität

#### 1934–1938: Parteiarbeit im „Ständestaat“
Nach der Niederlage der „Aufständischen“ (Regierungsvokabular) bzw. der „Kämpfer für die Demokratie“ (sozialdemokratische Lesart, die von vielen Beobachtern geteilt wurde; siehe den Roman The Lost City des US-Amerikaners John Gunther) wurde der Ständestaat errichtet. Die Konservativen von heute räumen ein, dass es sich um eine Diktatur handelte; die Sozialdemokraten sprechen vom Austrofaschismus. Dieser Begriff wurde bereits damals – allerdings nicht öffentlich – von Bundespräsident Wilhelm Miklas verwendet.
Otto Bauer und Schutzbundchef Julius Deutsch konnten flüchten und in Brünn das Auslandsbüro der österreichischen Sozialdemokraten (ALÖS) einrichten. Von dort aus unterstützten sie die als Nachfolgeorganisation der verbotenen SDAP geheim gegründeten Revolutionären Sozialisten (R.S.), die von 1935 bis 1938 von Joseph Buttinger geführt wurden. Ende März 1938 schloss sich die aus Österreich emigrierte Führungsmannschaft der R.S. mit Otto Bauers Auslandsbüro zur Auslandsvertretung der österreichischen Sozialisten (AVOES) zusammen, deren Funktionäre zunächst in Paris und dann in New York und London tätig wurden. Sie wurde 1942 aufgelöst und (informell) als „Austrian Labor Committee“ (ALC) weitergeführt.

#### 1938–1945: Sozialdemokraten im „Dritten Reich“
In Österreich verbliebene prominente Sozialdemokraten wie Karl Renner, der ehemalige Parteivorsitzende Karl Seitz und Adolf Schärf verhielten sich zu ihrem eigenen Schutz unauffällig. Unmittelbar nach dem „Anschluss“ im März 1938 wurde im Wiener Tagblatt eine Erklärung Renners publiziert, in der er freudigen Herzens die große geschichtliche Tat des Wiederzusammenschlusses der deutschen Nation begrüßte. Wie er nach dem Krieg schrieb, hatte er, der andererseits schon 1918 für einen Zusammenschluss eingetreten war, diesen Text nach Beratungen mit Parteifreunden, verfasst, weil eine gegenteilige Haltung die Arbeit im Untergrund gefährdet und unnötige Opfer gefordert hätte.
Infolge der Weisung des Zentralkomitees der Revolutionären Sozialisten im März 1938, aus Vorsichtsgründen alle illegalen Aktivitäten für drei Monate einzustellen, der Verhaftung vieler Sozialisten nach dem „Anschluss“ und der erzwungenen Flucht vieler jüdischen Funktionäre, kam es zu einem organisatorischen Niedergang der sozialdemokratischen Bewegung. Die Nichteinhaltung von angeordneter konspirativer Vorsicht und die Einschleusung von Gestapo-V-Leuten bewirkte Ausforschung, Verhaftung und Verurteilung vieler sozialdemokratischer Aktivisten. Die rigorosen Verfolgungsmaßnahmen und das Abreißen der Verbindungen zu Exilgruppen führten zum Zerfall der zunehmend isolierten Widerstandsgruppen. Anstelle von festen Widerstandsorganisationen bildeten sich lose sozialdemokratische Freundeskreise, die auch mit Vertretern politisch anders gelagerter Widerstandsbewegungen in Kontakt traten. So gelang es Karl Seitz und Adolf Schärf, Kontakt mit der Widerstandsgruppe rund um Kaplan Heinrich Maier aufzunehmen.
Als Schärf 1943 von deutschen Sozialdemokraten einer Zusammenarbeit „nach Hitler“ wegen kontaktiert wurde, hat er laut Friedrich Heer spontan „Der Anschluss ist tot. Die Liebe zu Deutschland ist den Österreichern ausgetrieben worden“ geantwortet. Karl Seitz wurde von den NS-Behörden nach dem Attentat vom 20. Juli 1944 auf Hitler verhaftet.

### 1945–1991: Sozialistische Partei Österreichs

#### 1945–1966: In Koalition mit der Volkspartei

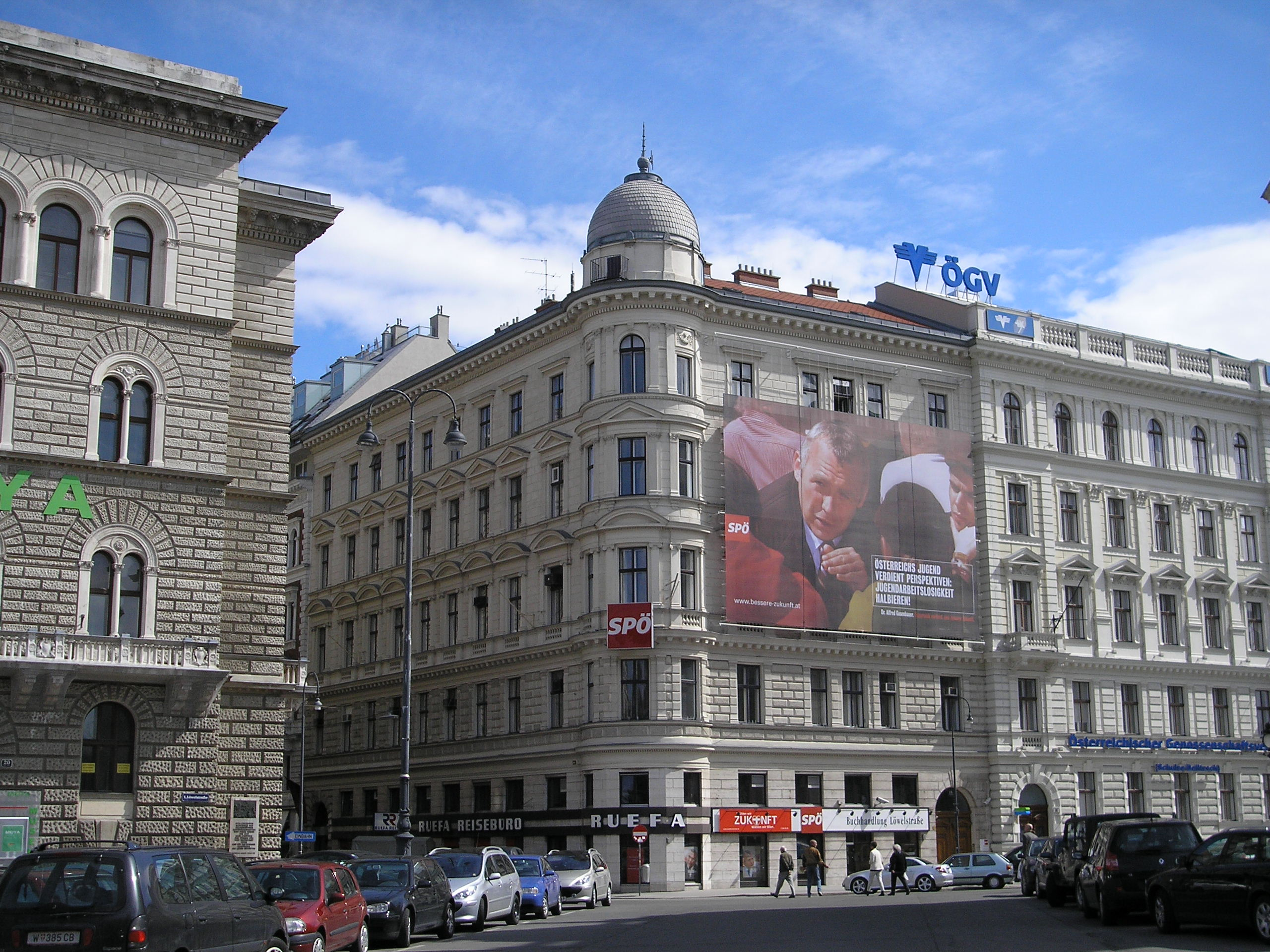
SPÖ-Zentrale (seit 7. Juni 1945) in der Löwelstraße 18 im 1. Wiener Gemeindebezirk

Während die Kämpfe im Großraum Wien noch andauerten (Wiener Operation 1945) und die Rote Armee Wien gerade erst von der NS-Herrschaft befreit hatte, wurde Mitte April 1945, drei Wochen vor dem Ende des Zweiten Weltkrieges in Europa und der Befreiung ganz Österreichs, die Sozialistische Partei Österreichs (Sozialdemokraten und Revolutionäre Sozialisten) (SPÖ) gegründet. Karl Seitz, Parteivorsitzender bis 12. Februar 1934 und daher auch 1945 formal Vorsitzender, konnte aus dem besetzten Deutschland erst am 23. Juni 1945 nach Wien zurückkehren.
Am 12. April 1945 fand das erste Treffen führender Sozialdemokraten im schwer beschädigten Wiener Rathaus statt. (Erst viel später konnte Kontakt mit jenen Sozialdemokraten aufgenommen werden, die in den entfernteren Bundesländern die Landesorganisationen der Partei wiedererrichtet hatten.) Am 14. April wurde im Roten Salon des Rathauses ein provisorischer Parteivorstand bestellt. Provisorischer Vorsitzender wurde Adolf Schärf; erst beim Parteitag am 14. / 15. Dezember 1945 wurde er zum Parteivorsitzenden gewählt; Seitz übernahm nun den Ehrenvorsitz der Partei.
Karl Renner, der seit 1938 ein Haus in Gloggnitz (70 km südlich von Wien) bewohnt hatte, nahm „im April 1945 mit dem Kommando der heranrückenden Sowjetarmee Verhandlungen auf, die zur Bildung einer von der Besatzungsmacht akzeptierten Regierung führten“. Zu diesem Zweck schrieb Renner einen persönlichen Brief an Stalin, der sich an den „alten Fuchs“ (wie er ihn genannt haben soll) noch als Politiker vor der NS-Zeit erinnern konnte.
Am 27. April 1945 – der Zweite Weltkrieg war noch nicht zu Ende – einigten sich „der Vorstand der Christlichsozialen Volkspartei bzw. nunmehr Österreichische Volkspartei“, die „Kommunistische Partei Österreichs“ und der „Vorstand der österreichischen Sozialdemokratie, nunmehr Sozialistische Partei Österreichs (Sozialdemokraten und Revolutionäre Sozialisten)“ auf die Unabhängigkeitserklärung (Staatsgesetzblatt Nr. 1 / 1945), mit der „die demokratische Republik Österreich … wiederhergestellt“ und der „im Jahre 1938 dem österreichischen Volk aufgezwungene Anschluß“ als „null und nichtig“ erklärt wurde. Für die SPÖ unterschrieben Karl Renner, der am gleichen Tag Staatskanzler von der von drei Parteien gemeinsam eingesetzten „provisorischen Staatsregierung“ wurde, und Parteivorsitzender Adolf Schärf. Das Schicksal der jüdischen Österreicher und die Beteiligung von Österreichern an den NS-Verbrechen wurden in der Erklärung nicht erwähnt.
Die provisorische Regierung „von Gnaden der Roten Armee“ stieß bei den Besatzungsmächten Großbritannien, Frankreich und USA auf enormes Misstrauen. Man hielt Renner für eine Marionette Stalins. Die provisorischen Landeshauptleute der westlichen Bundesländer waren jedoch unter Führung des späteren Außenministers Karl Gruber sehr früh bereit, im Sinne eines ungeteilten Österreichs, mit Renner zusammenzuarbeiten und leisteten diesbezüglich auch bei den Alliierten wertvolle Überzeugungsarbeit, ohne die gesamtösterreichische Wahlen 1945 nicht möglich gewesen wären.
Die Frage, inwieweit die Sozialisten mit den Kommunisten zusammenarbeiten sollten, war im Sommer 1945 in der SPÖ nicht unumstritten, war es doch in Nachbarländern zu Volksfront-Regierungen gekommen. Schärf schrieb dazu 1950: „Vielen von denen, die sich in der Sozialistischen Partei zusammenfanden oder wieder zusammenfanden, schwebte eine sozialistische Einheitspartei vor Augen.“ Die Kommunisten erwarteten, bei den ersten Wahlen etwa gleich stark wie die SPÖ zu werden, und schlugen daher enge Zusammenarbeit vor. Andererseits bestritten sie, dass die SPÖ das Recht habe, die Rückgabe des 1934 von Dollfuß beschlagnahmten Eigentums der SDAP zu verlangen, da „eine große Anzahl von früheren sozialdemokratischen Mitgliedern heute in den Reihen der Kommunistischen Partei“ stehe und diese ebenfalls darauf Anspruch hätten. In von den Kommunisten verlangten Kontaktkomitees zwischen den beiden Parteien gingen die SPÖ-Vertreter nur auf unwichtige Themen ein und verlangten, wichtige Fragen ausschließlich in der Provisorischen Staatsregierung zu besprechen.
Nach den ersten Nationalratswahlen der Zweiten Republik vom 25. November 1945, die der ÖVP die absolute Mehrheit und der KPÖ sehr enttäuschende Ergebnisse brachten, wurde das SPÖ-Mitglied Karl Renner am 20. Dezember 1945 von der Bundesversammlung (Nationalrat und Bundesrat) zum ersten Bundespräsidenten der Zweiten Republik gewählt. Die SPÖ vertrat daraufhin einen gemäßigten und pragmatischen Kurs und wirkte in der bis zum Austritt des einzigen kommunistischen Ministers Karl Altmann 1947 amtierenden Konzentrationsregierung Figl I mit und war in Folge an mehreren „großen Koalitionen“ unter ÖVP-Bundeskanzlern beteiligt. Sie konnten unter anderem die Verstaatlichung vieler Betriebe (vor allem jener, die zuvor „Deutsches Eigentum“ gewesen waren) erstreiten und darüber hinaus eine Verbesserung der Situation der Arbeiterschaft bewirken. Die Verstaatlichung ließ das so genannte „Königreich Waldbrunner“ entstehen, den sogenannten Einflussbereich des SPÖ-Ministers für Verkehr und verstaatlichte Betriebe.
Erwin Scharf, einer der SPÖ-Zentralsekretäre, befürwortete, auch nach dem für die KPÖ sehr bescheidenen Wahlergebnis 1945, weiterhin die Zusammenarbeit mit den Kommunisten und wurde 1948 aus der SPÖ ausgeschlossen, woraufhin die kurzlebige Kleinpartei der Linkssozialisten gegründet wurde.
Die SPÖ spielte aus wahltaktischen Überlegungen eine entscheidende Rolle bei der Parteigründung des VdU (Vorgängerorganisation der FPÖ). Man erhoffte sich durch die Kandidierung des VdU eine Schwächung der ÖVP. Der SPÖ-Innenminister Helmer war in dieser Funktion auch Leiter der Wahl- und der Vereinsbehörde und somit zuständig für die Zulassung neuer Parteien und unterstützte tatkräftig die Gründung des VdU. Bei der Nationalratswahl 1949, bei der erstmals ehemalige minderbelastete Nationalsozialisten wieder wahlberechtigt waren, ließ die SPÖ Hunderttausende Flugblätter mit einer „Gewissensfrage an jeden ehemaligen Nationalsozialisten“ drucken, mit denen intensiv um ehemalige Nationalsozialisten geworben wurde („Wer vergessen hat, dass wir national und sozialistisch waren, wird heute zur ÖVP gehen.“). Die ÖVP schürte bei dieser Wahl die Angst der Wähler vor der „roten Katze“ („Kauf nicht die Katz’ im Sack“).
1950 organisierten Kommunisten die „Oktoberstreiks“ gegen das von der Regierung mit den Sozialpartnern vereinbarte vierte Lohn- und Preisabkommen. Ihr Ziel war die Einsetzung einer kommunistenfreundlichen Regierung. Die Besatzungstruppen der Sowjetunion griffen nur passiv ein: Sie verhinderten das sofortige Eingreifen der Polizei gegen systematische Verkehrsbehinderungen und andere Übergriffe, nahmen aber selbst nicht aktiv Partei für die Streikenden. Der sozialistische Gewerkschafter Franz Olah mobilisierte daraufhin die Bauarbeitergewerkschaft erfolgreich gegen die Kommunisten und erreichte die Beendigung der Streiks. In der politischen Polemik wurde das nicht gewaltfreie Eingreifen der Bauarbeiter als Abwehr eines kommunistischen Putschversuches begrüßt.
Die SPÖ erreichte 1955 gemeinsam mit der ÖVP den Staatsvertrag und den Abzug der Besatzungstruppen. Der Staatsvertrag wird im kollektiven Gedächtnis allerdings vor allem mit dem damaligen ÖVP-Außenminister Leopold Figl verknüpft. Als Vizekanzler und Parteivorsitzender fungierte von 1945 bis 1957 Adolf Schärf und von 1957 bis 1966 / 1967 Bruno Pittermann (Werbeslogan „Pittermann für jedermann, jedermann für Pittermann“). Die SPÖ stellte nach Karl Renner drei weitere sozialdemokratische Bundespräsidenten: Theodor Körner, 1951–1957, Adolf Schärf, 1957–1965, und Franz Jonas, 1965–1974.

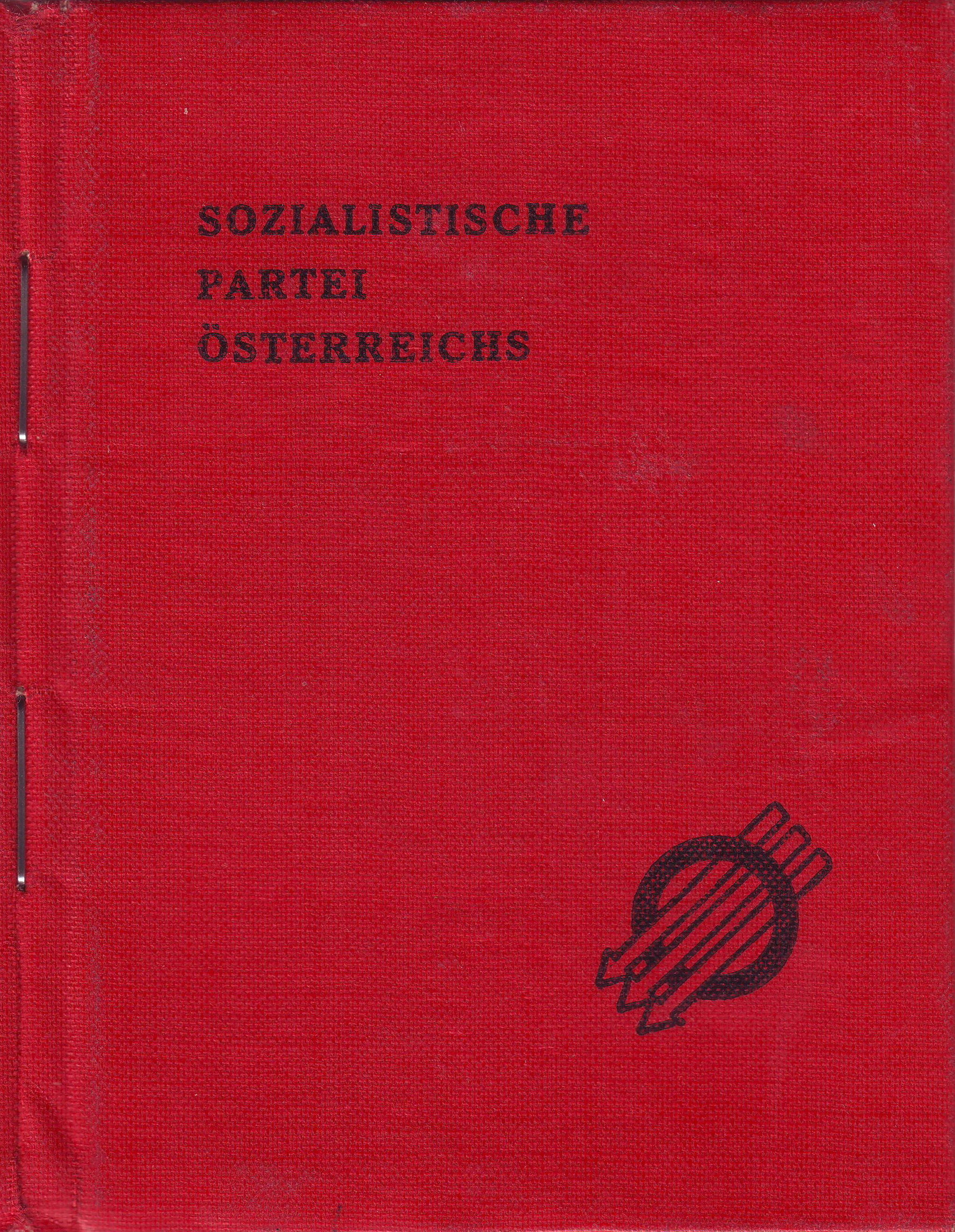
SPÖ-Mitgliedsbuch 1955
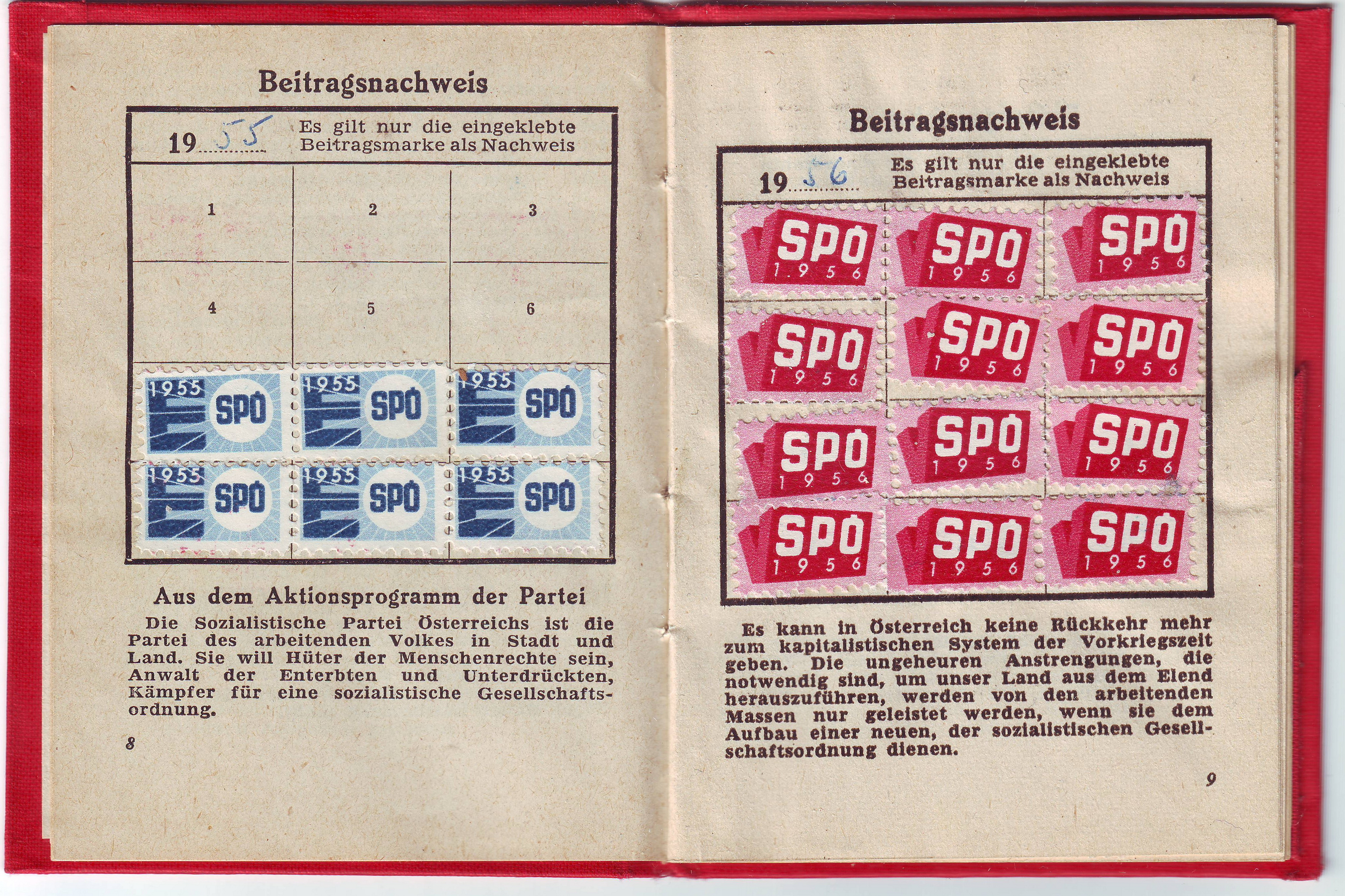
Beitragsnachweis 1955 und 1956 aus einem SPÖ-Mitgliedsbuch

Nach den Nationalratswahlen 1956, bei denen die SPÖ unter den Jungwählern nicht die erhofften Ergebnisse erzielen konnte, entschied sich die Partei laut eigener Aussage, stärker auf die Bedürfnisse junger Menschen einzugehen. Erstmals 1956 aktiv, wurde die Junge Generation (JG) und anschließend am 22. Jänner 1958 offiziell ins Leben gerufen. Diese Gründung war nach eigener Aussage nicht nur eine Reaktion auf das Wahlverhalten junger Menschen, sondern auch auf das teils angespannte Verhältnis zwischen der Sozialistischen Jugend Österreich (SJÖ) und der SPÖ.
Die SJÖ ist eine politisch unabhängige Jugendorganisation, die der SPÖ nahe steht und in deren Gremien eingebunden ist, jedoch unabhängig agiert und politische Positionen und Ziele eigenständig verfolgt. Die SJÖ nennt sich selbst demokratisch sozialistisch und daher politisch linker als die sozialdemokratische SPÖ, was gelegentlich zu Spannungen mit der Partei führt. Die Gründung der JG sollte somit zunächst als Verbindungsglied zwischen der SJÖ und der SPÖ dienen, entwickelte sich jedoch im Laufe der Zeit zu einer parallelen Struktur, die enger an die Parteilinie der SPÖ gebunden ist als die SJÖ.
Laut eigener Aussage waren und sind zentrale Themen der JG Gerechtigkeit, Umverteilung, Mitbestimmung und Wohnen. In den 1960er Jahren gründete die JG beispielsweise einen eigenen Wohnbauverein, um die Wohnungsfrage strukturell zu verankern. Die Frage des Einkommens junger Menschen, insbesondere am Beginn ihres selbstbestimmten Lebens, sei einer der wichtigsten Themen der JG und spiegle sich in zahlreichen Kampagnen wider.
1964 erschütterte die Olah-Affäre die Partei. Der sozialistische Spitzenpolitiker Franz Olah hatte 1959 und 1960 (wohl nicht ohne Mitwissen einiger Funktionäre) Medienpolitik abseits der Parteigremien betrieben, indem er aus Gewerkschaftsgeldern die nicht parteigebundenen Wiener Tageszeitungen „Kronen Zeitung“ und „Express“ unterstützte. 1964 wurde eine größere Zahlung an die FPÖ bekannt, mit der Olah wohl einen möglichen alternativen Koalitionspartner aufbauen wollte. Gleichzeitig verfügte Olah, 1963 zum Innenminister berufen, über die Geheimakten der Staatspolizei.
Heftigen Sympathiekundgebungen vor der Parteizentrale zum Trotz wurde Olah, dessen Machtbewusstsein anderen SPÖ-Spitzenfunktionären unheimlich geworden war, 1964 aus der SPÖ ausgeschlossen, vor allem unter Mitwirkung von Justizminister Christian Broda. Olah wurde später wegen Veruntreuung von Gewerkschaftsgeldern verurteilt; die SPÖ versöhnte sich mit ihm erst nach dem Jahr 2000.

#### 1966–1970: SPÖ in Opposition
Von 1966 bis 1970 war die SPÖ in Opposition. Der Parteivorsitzende Pittermann erschien vielen Sozialdemokraten für das Medienzeitalter nicht attraktiv genug, die Partei aus der ungewohnten Oppositionsrolle zu befreien. Nach intensiven Diskussionen wurde 1967 Bruno Kreisky, unumstrittener Außenpolitiker, aber innerparteilich ohne solide Machtbasis, gegen den Willen führender Wiener Sozialdemokraten zum neuen Parteichef gewählt. Zur Nationalratswahl 1970 trat er dann auch in Niederösterreich an. Kreisky sollte die Radikalen und Gemäßigten der gespaltenen Partei im Typus eines k.u.k. Sozialdemokraten zusammenführen.
Kreisky erwies sich binnen Kurzem als Medienstar, der mit seiner langsamen, anekdotischen Sprechweise dem seriösen, aber vergleichsweise farblosen Salzburger ÖVP-Bundeskanzler Josef Klaus als Oppositionsführer deutlich überlegen war. Im Vergleich der beiden Spitzenpolitiker fiel auch Kreiskys (als Diplomat und Außenminister erworbene) Weltläufigkeit positiv ins Gewicht. Die SPÖ trat, unter anderem mit 1000 Experten, im Wahlkampf für ein moderneres Österreich ein: Nimm die Zukunft in die Hand, wir laden dich ein, wurde auf einer Werbeschallplatte gesungen. Die ÖVP verwies mit dem Slogan Ein echter Österreicher für Klaus indirekt auf Kreiskys jüdische Wurzeln und seine Emigrationszeit.

#### 1970–1986: Die Ära Kreisky und ihr Nachleben

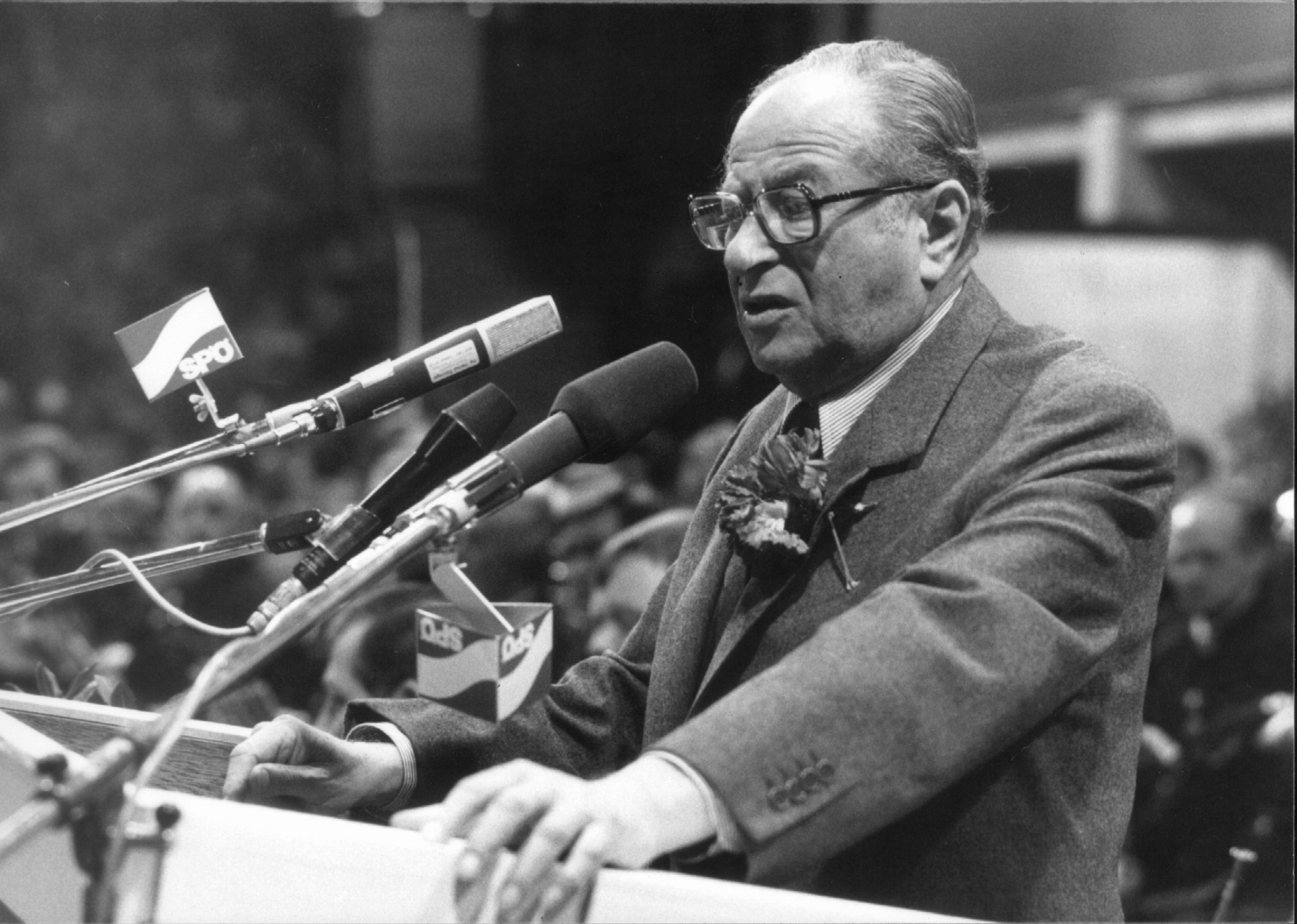
Bruno Kreisky (1983)

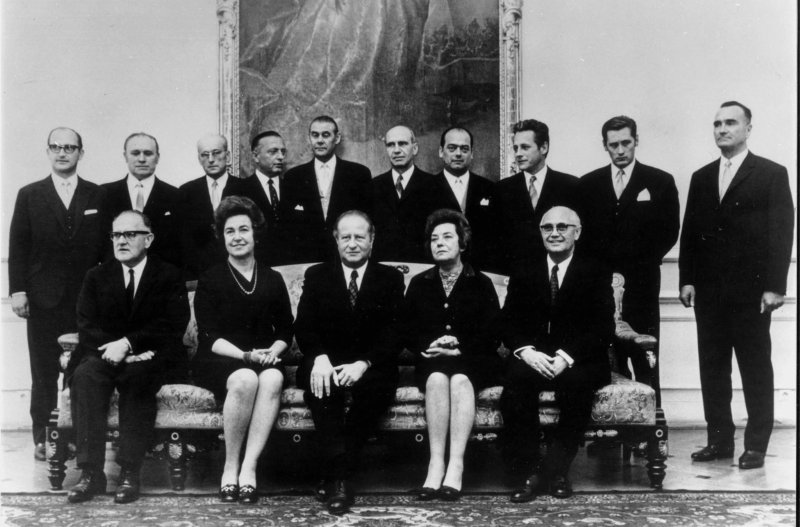
Kabinett Kreisky I (1970)

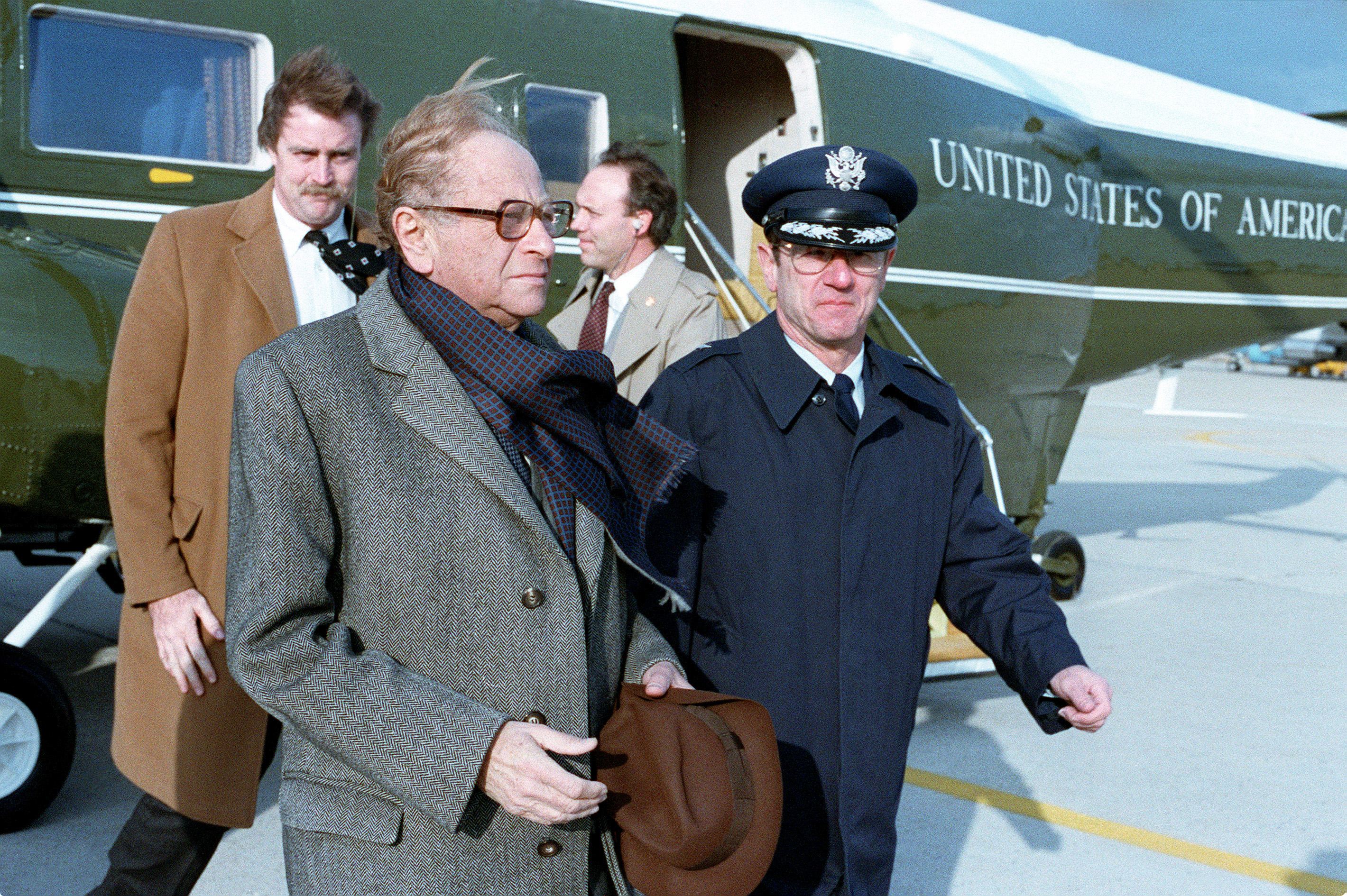
Bruno Kreisky bei einem USA-Besuch im Februar 1983

Emblem von 1978 bis in die frühen 1980er Jahre

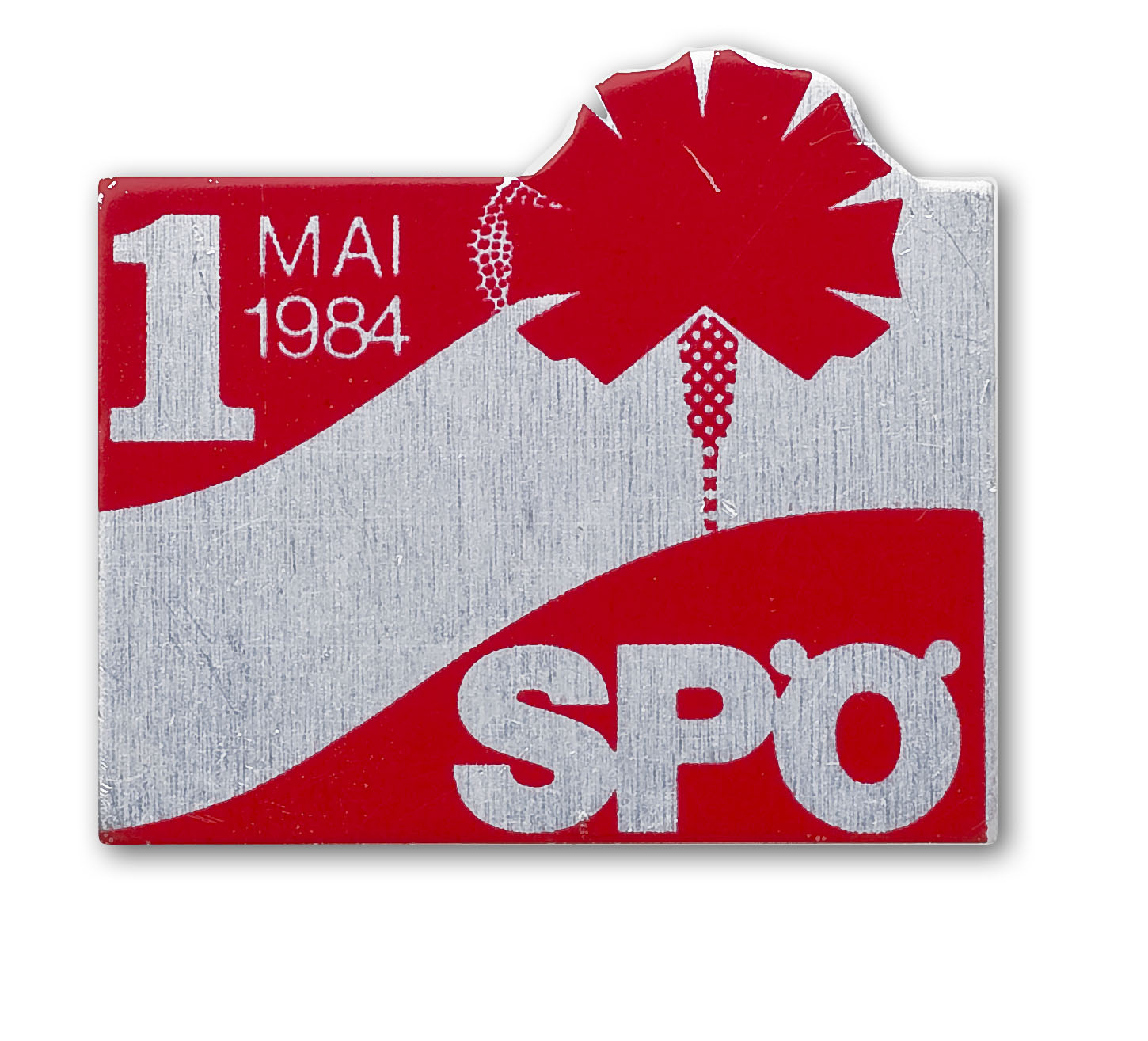
Maiabzeichen aus dem Jahr 1984

1970 bildete Bruno Kreisky – die SPÖ hatte die relative Mehrheit (47,6 %) erreicht – eine Minderheitsregierung mit Unterstützung der FPÖ unter deren Obmann Friedrich Peter. (Dieser ersten Regierung Kreisky gehörten, sehr bald öffentlich kritisiert, fünf ehemalige Nationalsozialisten an; Landwirtschaftsminister Hans Öllinger aus Kärnten, einst SS-Mann, muss zurücktreten.) Mit dem Slogan „Lasst Kreisky und sein Team arbeiten!“ errang die SPÖ schließlich bei der Neuwahl 1971 die absolute Mehrheit in Stimmen und Mandaten und bildete abermals eine SPÖ-Alleinregierung. Die in ihrer neuen Oppositionsrolle desorientierte ÖVP hatte der Kreisky-Popularität mit dem bis dahin noch recht unbekannten Parteiobmann Karl Schleinzer an der Spitze zu wenig entgegenzusetzen.
Bei den Nationalratswahlen 1975 und 1979 gewann Kreisky für die SPÖ ebenfalls die absolute Mehrheit. Beide Male zog der – nach dem Tod Schleinzers im Juli 1975 – neue ÖVP-Kanzlerkandidat Josef Taus klar den Kürzeren. 1979 erzielte die SPÖ mit einem Wahlergebnis von 51 % und 95 von 183 Sitzen im Nationalrat die deutlichste absolute Mehrheit seit 1945.
Die Regierungszeit der SPÖ mit Bruno Kreisky an der Spitze (1970–1983) war geprägt von weitreichenden sozial- und gesellschaftspolitischen Reformen. So wurden in dieser Zeit beispielsweise der Mutter-Kind-Pass, die Geburtenhilfe und das Karenzgeld eingeführt. Trotz massiver Widerstände konservativ-politischer und -gesellschaftlicher Kräfte setzte Kreiskys Regierung auch die Fristenlösung hinsichtlich des Abbruchs von Schwangerschaften durch. Ebenfalls wurde das österreichische Strafrecht unter Justizminister Christian Broda massiv reformiert, im Bildungswesen waren die wohl nennenswertesten Reformen die Demokratisierung der Universitäten und die Abschaffung der Studiengebühren. Außenpolitisch zeigte Kreisky vor allem im Nahen Osten Initiative, was Österreich eine bis dahin kaum gekannte internationale Reputation einbrachte.
In der Wirtschaftspolitik zeichnete sich die Kanzlerschaft Kreiskys vor allem durch die niedrige Arbeitslosenquote aus, die in den siebziger Jahren großteils knapp an die Vollbeschäftigung herankam. Generell lässt sich die Wirtschaftspolitik der Ära Kreisky (vor allem nach 1974) als Austrokeynesianismus bezeichnen, ein Begriff, den der Wirtschaftsforscher Hans Seidel prägte. Die Haushaltspolitik der Regierung Kreisky war unter anderem durch den Hartwährungs-Kurs von Finanzminister Hannes Androsch gekennzeichnet, der auf einen stabilen Schilling setzte.
Ein offenes Geheimnis des Kreisky’schen Erfolgslaufs quer durch die 1970er Jahre war nach allgemeiner Einschätzung auch die Aussöhnung der österreichischen Sozialdemokratie mit der Römisch-katholischen Kirche. Das gute Verhältnis des SPÖ-Vorsitzenden Kreisky zum damaligen Kardinal Franz König ist diesbezüglich zu erwähnen. Im Jahr 1974 gewann der von der SPÖ aufgestellte Kandidat, Außenminister Rudolf Kirchschläger, praktizierender Katholik, die Wahl zum Bundespräsidenten. 1980 wurde der in der Bevölkerung äußerst populäre Kirchschläger sowohl von der SPÖ als auch von der führenden Oppositionspartei ÖVP bei seiner erneuten Kandidatur unterstützt, was ihm mit knapp 80 % ein bis heute unerreichtes Rekordergebnis bei einer österreichischen Bundespräsidentenwahl einbrachte.
Dramatisch für die SPÖ gestaltete sich die Kontroverse zwischen Kreisky und Finanzminister Hannes Androsch, der von Medien als einer der „Kronprinzen“ des „Sonnenkönigs“ bezeichnet wurde und bei seinem Amtsantritt 1970 als 32-Jähriger „jüngster Finanzminister aller Zeiten“ war. Androsch hätte Kreisky 1974 gern als Bundespräsidenten vorgeschlagen, um selbst das Kanzleramt zu übernehmen; „der Alte“ weigerte sich jedoch in die weitgehend machtlose Funktion des Staatsoberhauptes zu wechseln. Im Gegenzug behauptete Kreisky nicht gewusst zu haben, dass Androsch neben seiner Ministertätigkeit formal nach wie vor Eigentümer einer Steuerberatungskanzlei sei, die öffentliche Auftraggeber zu ihren Klienten zähle. Kreisky bezeichnete dies als unvereinbar mit Androschs Ministeramt. 1981 musste Androsch in die Funktion des Generaldirektors einer verstaatlichten Bank wechseln. Androsch, ebenso medienbewusst wie der Kanzler, behielt einen beträchtlichen Freundeskreis in der Partei, der nun dem Kanzler kritisch gegenüberstand. Androsch wurde später wegen Steuerhinterziehung verurteilt.
In der Zeit der Alleinregierung wandelte sich die SPÖ von einer Arbeiterpartei zu einer linken Volkspartei, in deren „Dunstkreis“ Glücksritter diverse Affären auslösten, unter anderen den 1980 aufgedeckten AKH-Skandal um den Bau des größten Spitals Österreichs.
Als 1983 keine absolute Mehrheit für die SPÖ zustande kam, arrangierte Kreisky eine Koalition mit der FPÖ, der Fred Sinowatz als Bundeskanzler vorstand.

### Seit 1991: Sozialdemokratische Partei Österreichs

Logo mit Europaflagge (1990er Jahre)

#### 1986–1999: Große Koalitionen unter SPÖ-Führung

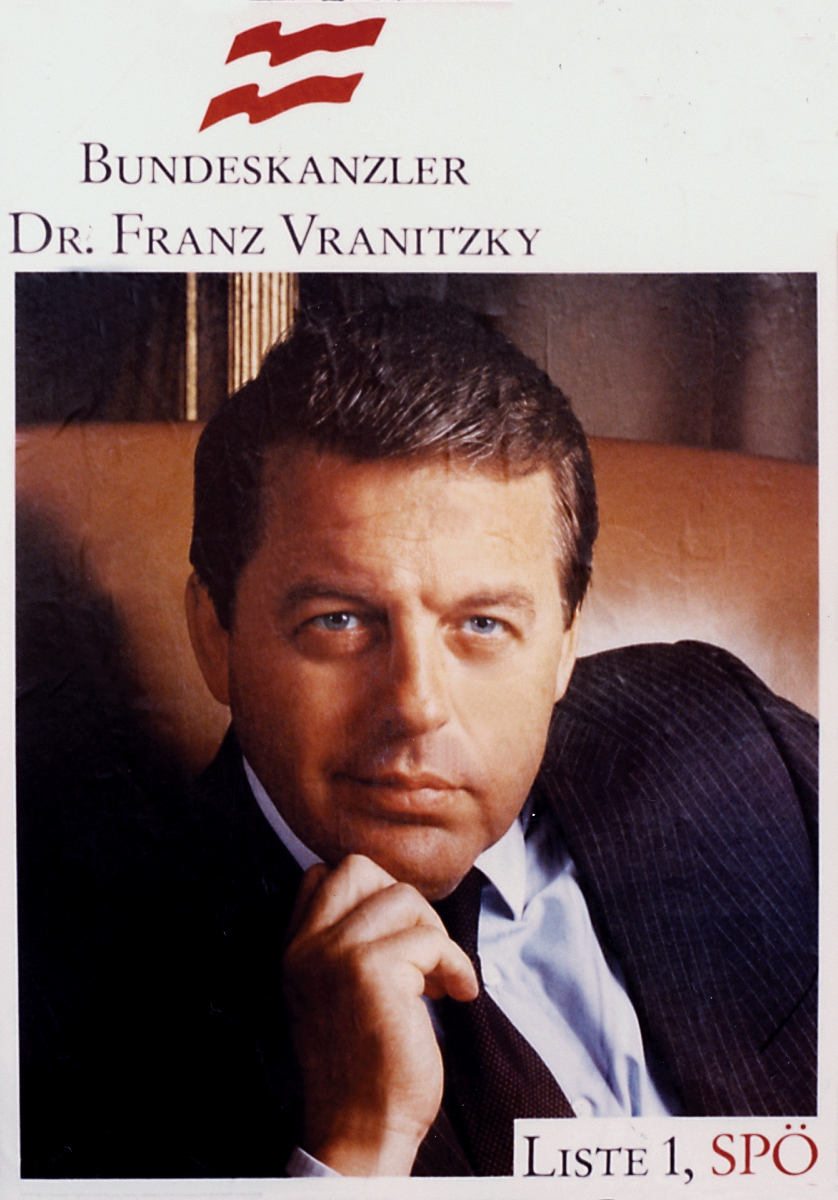
Franz Vranitzky, SPÖ-Bundeskanzler 1986–1997

Nachdem im Sommer 1986 Sinowatz als Bundeskanzler zurückgetreten war, löste sein Nachfolger Franz Vranitzky, nach der Wahl Jörg Haiders zum FPÖ-Obmann, im September 1986 die Koalition mit der FPÖ auf. Vranitzky bildete anschließend eine große Koalition mit der ÖVP, die ab 1997 unter seinem Nachfolger Viktor Klima bis 1999 bestand (siehe Bundesregierungen Vranitzky II bis Vranitzky V). Diese Jahre standen für die SPÖ (wie auch für die Volkspartei) allerdings auch im Schatten des kometenhaften Aufstiegs der FPÖ unter Jörg Haider, das 2000 auch zum vorläufigen Ende der Regierungsverantwortung für die SPÖ führte. Die SPÖ-Spitzenpolitiker Leopold Gratz und Karl Blecha mussten 1989 wegen der Verwicklung in die Lucona-Affäre (tödlicher Versicherungsbetrug Udo Proksch’) bzw. des Noricum-Skandals (illegaler Waffenexport einer Staatsfirma) zurücktreten.
1991, unter der Führung von Franz Vranitzky, entschloss sich die SPÖ auf ihrem Bundesparteitag in Linz zu einer Umbenennung von „Sozialistische Partei Österreichs“ in „Sozialdemokratische Partei Österreichs“. Diese Entscheidung spiegelte den Trend westeuropäischer Sozialdemokratien wider und sollte die Partei modernisieren. Die SJÖ entschloss sich jedoch bewusst, den Namen beizubehalten und sich der Namensänderung der SPÖ nicht anzupassen. Diese Entscheidung verdeutliche laut eigener Aussage die Unabhängigkeit der SJÖ von der SPÖ und eine Abgrenzung in Bezug auf die organisatorische und politische Ausrichtung. Bis heute steht auch die Mehrheit der SJÖ-Mitglieder zu dieser Entscheidung, da dies die Eigenständigkeit der Organisation, auch nach der Umbenennung der SPÖ, unterstreiche.
Im Jahre 1994 entschied sich Österreich im Zuge einer verfassungsmäßig erforderlichen Volksabstimmung für den Beitritt zur Europäischen Union (EU). Dies wurde als großer Erfolg für die Koalition unter Kanzler und SPÖ-Chef Vranitzky betrachtet. Vranitzky war es gelungen, der lange Zeit EWG-kritischen SPÖ, die Vorteile der EU deutlich zu machen. Die von SPÖ-Funktionären gesehene Gefahr für die österreichische Neutralität wurde mit dem Slogan „Wir gehen als neutraler Staat in die EU“ überspielt. Dass man als EU-Mitglied anderen EU-Mitgliedern gegenüber nicht neutral sein kann, blieb unausgesprochen.

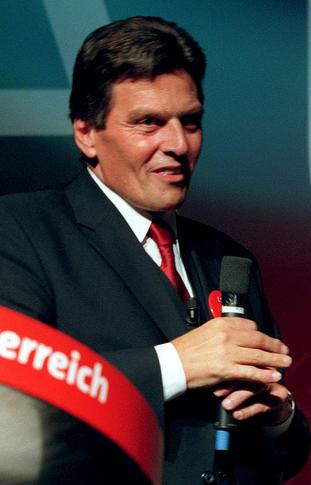
Viktor Klima, SPÖ-Bundeskanzler 1997–2000

1997 übergab Vranitzky die Amtsgeschäfte auf Grund gesundheitlicher Probleme an seinen Finanzminister, den neuen Regierungschef Viktor Klima, welcher eine umfassende Regierungsumbildung vornahm. Die Kanzlerzeit Klimas stand für die SPÖ mit Ausnahme der Wahlen zum EU-Parlament und der Salzburger Landtagswahlen (jeweils 1999) fast ständig im Zeichen von Wahlniederlagen und schlechter Umfragewerte.

#### 2000–2006: Im Bund in der Opposition – In der Landespolitik erfolgreich

Logo der SPÖ mit österreichischer Flagge, die durch die Flagge eines Bundeslandes ersetzt werden kann

Im Frühjahr des Jahres 2000 musste die SPÖ auf Grund des Koalitionsabkommens von ÖVP und FPÖ in Opposition gehen, obwohl sie bei der Nationalratswahl 1999 mit 33,2 % (−4,9 %) sowie 65 Sitzen im Nationalrat stimmen- und mandatsstärkste Partei geblieben war. Klimas Nachfolger im Bundeskanzleramt wurde ÖVP-Obmann Wolfgang Schüssel, der als derjenige Parteichef in die Geschichte eingehen sollte, der es erstmals vom dritten Platz bei der vorangegangenen NR-Wahl aus, in die Funktion des Regierungschefs geschafft hatte. Klima zog sich aus der Politik zurück; die SPÖ wählte Alfred Gusenbauer zum neuen Parteivorsitzenden, der auch die Rolle des Oppositionsführers übernahm.
Bei der Nationalratswahl am 24. November 2002 wurde die SPÖ trotz eines Stimmenzuwachses von 3,3 % von der ÖVP überholt, die erdrutschartige Zugewinne verzeichnen konnte und sich vom historischen Tiefststand aus dem Jahr 1999 (26,9 %) auf 42,3 % verbesserte. Nachdem sowohl die Sondierungsgespräche zwischen ÖVP und SPÖ, als auch die konkreten Koalitionsverhandlungen zwischen ÖVP und Grünen gescheitert waren, setzten ÖVP und FPÖ ihre Zusammenarbeit fort.
Beim ersten Stimmungstest nach der Nationalratswahl musste die SPÖ im Jänner 2003, in Österreichs zweitgrößter Stadt Graz, im Zuge der dortigen Gemeinderatswahl, herbe Stimmen- und Mandatsverluste erleiden und fiel mit 25,7 % (−5,2 %), in einer ihrer ehemaligen Hochburgen, deutlich hinter die vom Erfolg in der Nationalratswahl beflügelte ÖVP zurück, die 36,1 % (+13,1 %) erreichte. Damit stellte die SPÖ erstmals seit 1985 nicht mehr den Bürgermeister in der steirischen Landeshauptstadt.
In Niederösterreich befand sich SP-Landeschefin und Spitzenkandidatin Heidemaria Onodi bei der Landtagswahl im März 2003 gegen den populären und den vom bundespolitischen Rückenwind begünstigten ÖVP-Landeshauptmann Erwin Pröll auf verlorenem Posten und konnte trotz eines Stimmenzuwachses von 30,4 % auf 33,6 % die absolute Mehrheit der Volkspartei nicht verhindern.
Bei der Landtagswahl in Oberösterreich gewann die SPÖ mit Erich Haider an der Spitze im September 2003 11,3 % hinzu (von 27,0 % auf 38,3 %) und war daher mit vier von neun Landesräten in der Landesregierung vertreten. Die ÖVP, die bei dieser Wahl 43,4 % (+0,7 %) erreichte, bildete allerdings eine Koalition mit den Grünen und stellte weiterhin den Landeshauptmann. Bei der gleichzeitig in Oberösterreich abgehaltenen Landtagswahl in Tirol konnte die SPÖ unter Spitzenkandidat und Landesparteichef Hannes Gschwentner zwar von 21,8 % auf 25,9 % zulegen, blieb aber wie gewohnt weit hinter der ÖVP (49,9 %) zurück, welche die absolute Mandatsmehrheit zurückeroberte.
In Salzburg gewann die SPÖ bei der Landtagswahl im März 2004 13,1 % dazu und erreichte 45,4 %. Damit überholte sie die ÖVP, die auf 37,9 % kam, und stellte bis zur Landtagswahl in Salzburg 2013 mit Gabi Burgstaller in Salzburg erstmals eine Landeshauptfrau.
Parallel zu Salzburg fand am 7. März 2004 auch die Landtagswahl in Kärnten statt, die der SPÖ unter Spitzenkandidat und Landesparteivorsitzendem Peter Ambrozy deutlich erkennbare Stimmen- und Mandatsgewinne bescherten. Jedoch gelang es der Kärntner Sozialdemokratie nicht, Landeshauptmann Jörg Haiders FPÖ vom ersten Platz zu verdrängen. In der Folge kam es zu einer innerhalb der SPÖ teils heftig kritisierten Koalition zwischen FPÖ und SPÖ (ab April 2005 eine BZÖ-SPÖ Koalition), die allerdings im Februar 2006 von Ambrozys Nachfolgerin an der Kärntner SP-Spitze, Gabriele Schaunig-Kandut, wieder beendet wurde.
Im April 2004 gewann Heinz Fischer die Bundespräsidentenwahl. Erstmals seit 1980 war wieder ein von der SPÖ unterstützter Kandidat erfolgreich und erreichte einen Stimmenanteil von 52,4 %. Auf seine Gegenkandidatin, Benita Ferrero-Waldner (ÖVP), entfielen 47,6 %. Der Sieg Fischers galt für die SPÖ als sehr bedeutend, war es doch der erste wirklich zählbare bundespolitische Wahlerfolg gegen die ÖVP seit der Wahl Gusenbauers zum Bundesparteivorsitzenden.
Bei den Wahlen zum Europäischen Parlament im Juni 2004 konnte die SPÖ mit Spitzenkandidat Hannes Swoboda durch leichte Zugewinne den ersten Platz mit 33,3 % knapp verteidigen, während die ÖVP nach einem ebenfalls kleinen Stimmenplus, mit 32,7 % auf dem zweiten Platz landete. Auch dieser bundespolitische Sieg gegen die Kanzlerpartei ÖVP wurde von der SPÖ gefeiert. Allerdings relativierte die extrem niedrige Wahlbeteiligung von knapp über 40 % das Ergebnis.
Im Herbst 2004 konnte die SPÖ mit Spitzenkandidatin Elke Sader bei der Landtagswahl in Vorarlberg zwar von 13,0 % auf 16,9 % zulegen, blieb jedoch, wie gewohnt, weit hinter der ÖVP zurück, die eine klare absolute Mehrheit erzielte.
Bei den Landtagswahlen im Burgenland, in der Steiermark und in Wien erreichte die SPÖ im Oktober 2005 durchgehend Zugewinne: Im Burgenland eroberte sie mit Landeshauptmann Hans Niessl an der Spitze die absolute Mehrheit zurück (ca. 52 %). In der Steiermark überholte die SPÖ mit 41,7 % (+9,4 %) die ÖVP, die 38,7 % (−8,6 %) erreichte, und stellte seit 25. Oktober 2005 erstmals seit 1945 den Landeshauptmann, Franz Voves.
In Wien wiederum baute die SPÖ unter Michael Häupl die absolute Mandatsmehrheit von 52 auf 55 von 100 Sitzen aus, auch wenn sie an Wählerstimmen gemessen lediglich die relative Mehrheit erreichte (48,9 %).

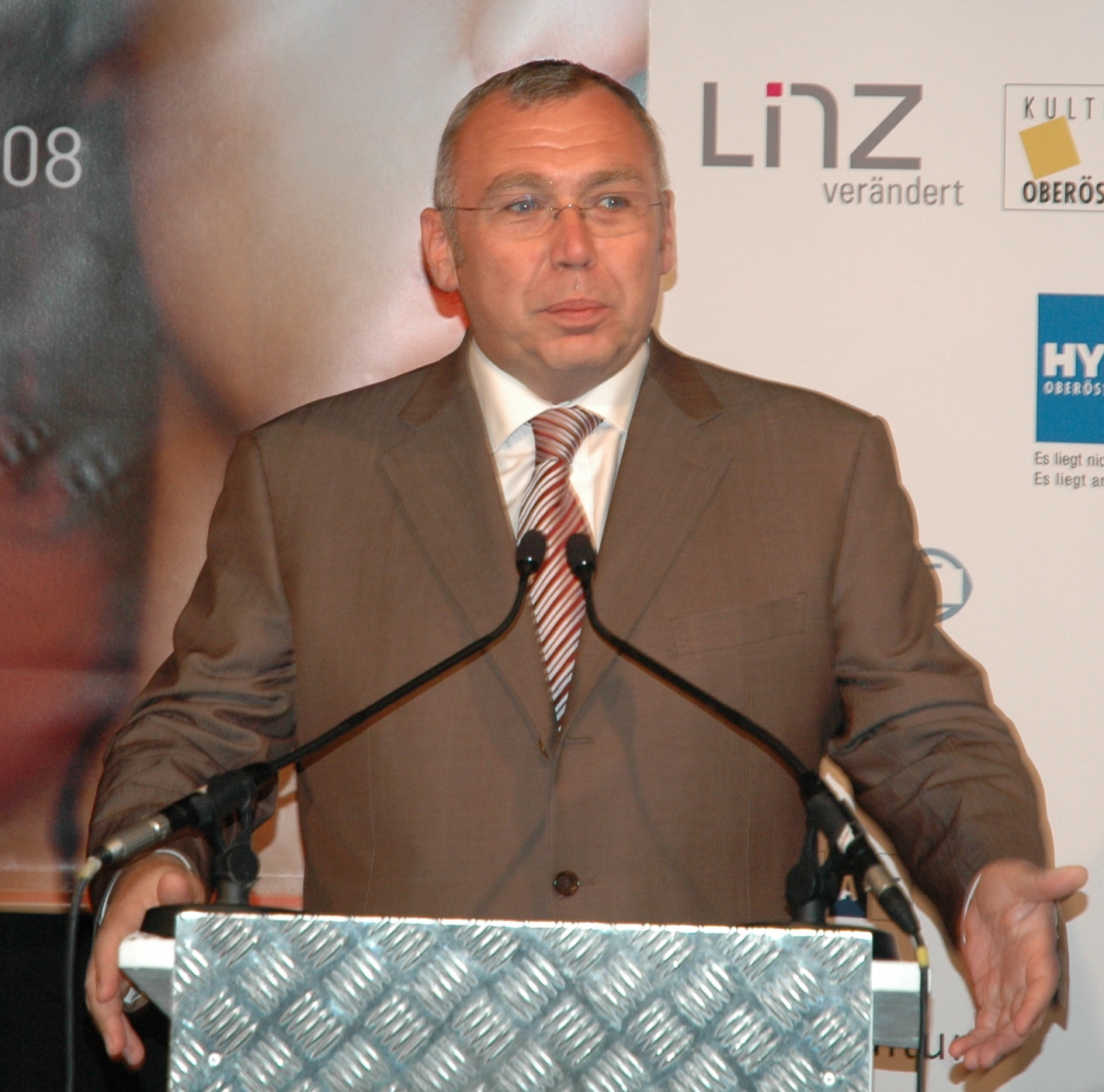
Alfred Gusenbauer, SPÖ-Vorsitzender 2000–2008, Bundeskanzler 2007–2008

2005 wurde nach mehr als dreijähriger Forschung der Bericht über die Aufklärung der so genannten „braunen Flecken“ in der Partei abgeschlossen. Er befasst sich mit SPÖ-Mitgliedern und SPÖ-Funktionären, die Mitglieder der NSDAP (vor dem „Anschluss“ in Österreich illegal) gewesen waren und sich als solche in die Verbrechen des NS-Regimes verstrickt hatten. Als Beispiel wird der NS-Arzt und vermutliche Kindermörder in der Wiener Euthanasieanstalt „Am Spiegelgrund“, Heinrich Gross, genannt, der in der SPÖ zu hohen Ehren kam. Er erhielt mehrere Auszeichnungen der Republik und wurde von der österreichischen Justiz, dank SPÖ-Justizminister Christian Broda, lange Zeit vor Strafverfolgung geschützt (s. auch Literatur, Links).
2006 fügte der BAWAG-Skandal der SPÖ erheblichen Imageschaden zu. Trotzdem wurde sie ungeachtet der Ergebnisse sämtlicher seriöser Meinungsforschungsinstitute bei der Nationalratswahl im Oktober 2006 mit einem Stimmenanteil von 35,3 % (−2,2 %) und 68 Mandaten (−1) wieder zur bundesweit stimmenstärksten Partei und stärksten Parlamentsfraktion vor der Volkspartei mit 34,3 % (−8,0 %) und 66 Sitzen (−13).

#### 2007–2008: Kabinett Gusenbauer – Wieder in der Bundesregierung
Die Koalitionsverhandlungen mit der ÖVP führten am 11. Jänner 2007 zur Angelobung der Bundesregierung Gusenbauer, einer Großen Koalition von SPÖ und ÖVP unter Bundeskanzler Alfred Gusenbauer. Teile der Partei erklärten ihre Unzufriedenheit mit dem Koalitionspakt, weil Schlüsselministerien (Finanzen, Inneres, Äußeres) bei der ÖVP verblieben und wichtige SPÖ-Wahlkampfforderungen (siehe oben) in dieser Koalition nicht realisierbar erschienen.
Beim ersten nennenswerten Stimmungstest für die von SP-Chef Alfred Gusenbauer geführte Regierung nach der Nationalratswahl 2006 verzeichnete die SPÖ im Rahmen der Grazer Gemeinderatswahl am 20. Jänner 2008 deutliche Stimmen- und Mandatsverluste und blieb an zweiter Stelle hinter der ÖVP. Auch bei der Landtagswahl in Niederösterreich 2008 und der Landtagswahl in Tirol 2008 musste die SPÖ Verluste hinnehmen.
Am 16. Juni 2008 wurde Werner Faymann in einer Präsidiumssitzung zum geschäftsführenden Bundesparteivorsitzenden bestellt. Am 8. August 2008 löste er Gusenbauer als Bundesparteivorsitzender ab.

#### 2008–2016: Kabinett Faymann

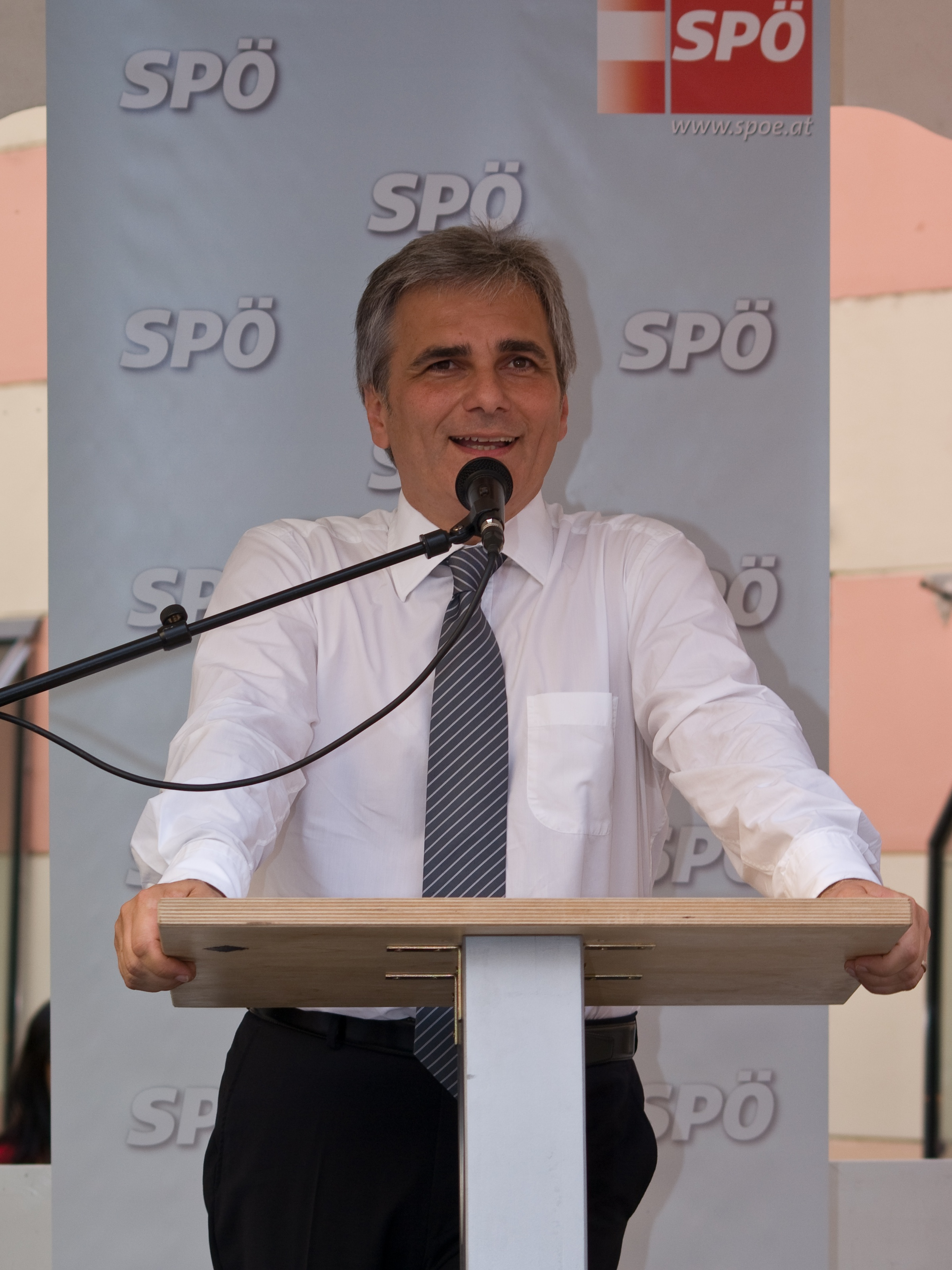
Werner Faymann, Parteivorsitzender und Bundeskanzler von 2008 bis 2016

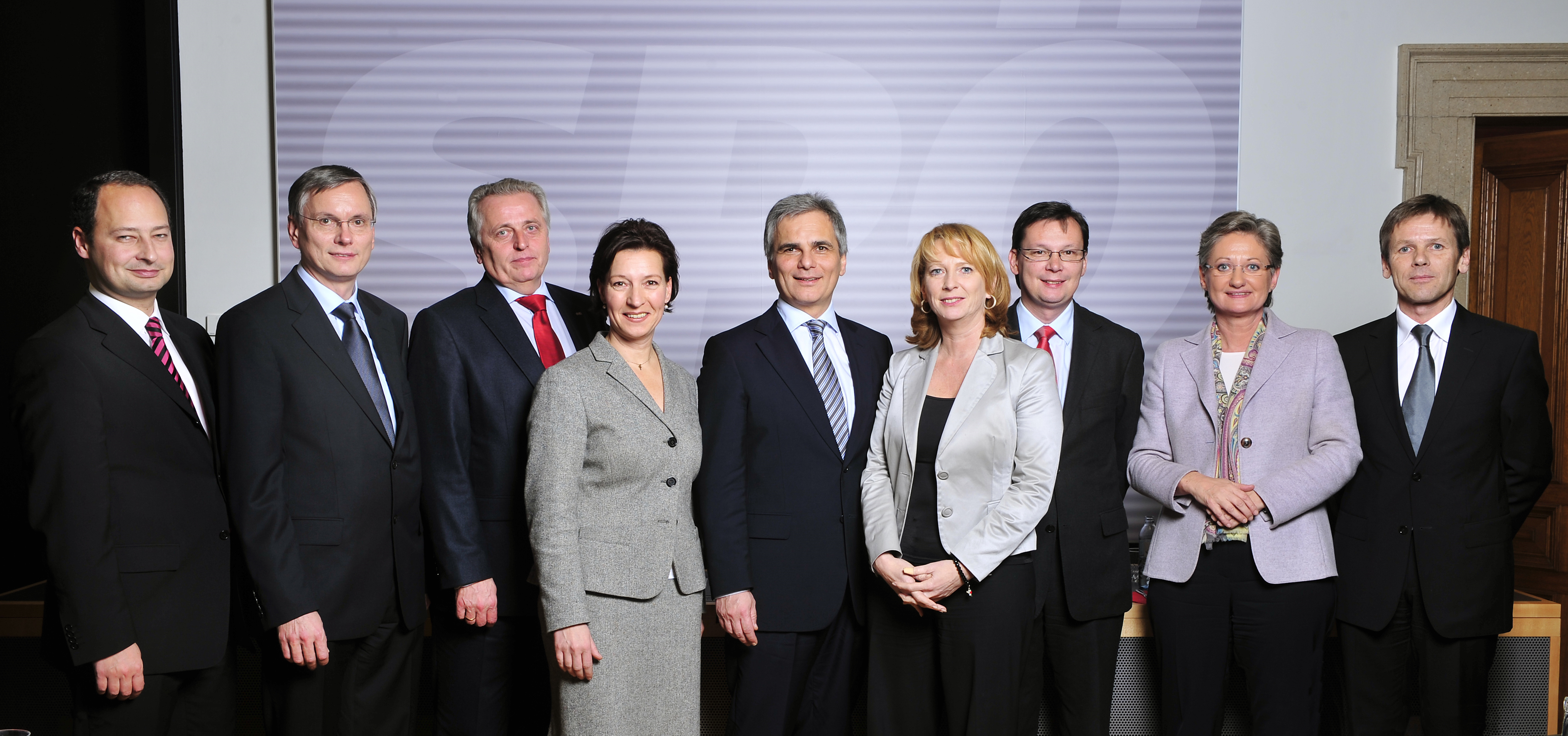
Das SPÖ-Regierungsteam (2008)

Am 7. Juli 2008 kündigte die ÖVP die rot-schwarze Koalition auf. Auslöser war nach Angaben von Vizekanzler Wilhelm Molterer die von Gusenbauer und Faymann Ende Juni in Form eines Briefes an „Kronen Zeitung“-Herausgeber Hans Dichand veröffentlichte Ankündigung, „dass zukünftige Vertragsänderungen [Anm.: der EU-Verträge], die die österreichischen Interessen berühren, durch eine Volksabstimmung in Österreich entschieden werden sollen“. Bundeskanzler Gusenbauer erklärte unterdessen, dass er bei einer Neuwahl nicht mehr als Spitzenkandidat antreten werde. Der Brief an Dichand wurde auch von der SPÖ Nahestehenden als unwürdige Anbiederung an den umstrittenen greisen „Zeitungszaren“ kritisiert, den Faymann, dem Blatt als Wiener Wohnbaustadtrat bzw. als Verkehrsminister durch umfangreiche Inserate verbunden, gerüchteweise als „Onkel Hans“ tituliert haben soll.
Im September 2008 fand die 24. Nationalratswahl in Österreich statt. Die SPÖ konnte mit 29,3 % der Stimmen (−6 %) zwar den ersten Platz verteidigen, dennoch verbuchte sie das schwächste Ergebnis seit der Neugründung 1945.
Am 23. November 2008 erklärten die Parteichefs von SPÖ und ÖVP, Werner Faymann und Josef Pröll, dass sie sich auf eine erneute Koalition mit Faymann als Bundeskanzler geeinigt haben (Bundesregierung Faymann I). Faymann wurde im Zusammenhang damit ein vager „Kuschelkurs“ nachgesagt, der offen lasse, wofür die SPÖ politisch wirklich stehe.
Die ersten Monate der neuen Regierung gestalteten sich aufgrund zahlreicher Wahlniederlagen schwierig. Erst nach einigen Monaten konnte die SPÖ mit dem Thema Verteilungsgerechtigkeit Tritt fassen und setzte im Budget für 2011 einige Punkte wie vermögensbezogene Steuern durch.
Nachdem die SPÖ bei allen seit der Nationalratswahl 2008 angefallenen Wahlen (teilweise massive) Verluste hinnehmen musste, gelang ihr bei der vorgezogenen Kärntner Landtagswahl im März 2013 wieder ein Stimmenzuwachs. Mit einem Plus von 8,3 % kam sie auf 37,1 % und wurde erstmals seit der Landtagswahl 1999 wieder stärkste Partei in Kärnten. Somit konnte sie mit Peter Kaiser nach 24 Jahren wieder den Landeshauptmann in Kärnten stellen. Kaiser bildete erstmals in Österreich gemeinsam mit ÖVP und Grünen eine sogenannte Kenia-Koalition. Damit ergab sich erstmals in der Geschichte der SPÖ die Situation, dass kurzfristig von neun Landeshauptleuten die Mehrheit von fünf (Burgenland, Kärnten, Salzburg, Steiermark und Wien) gestellt werden konnte.
Als Folge vom Salzburger Spekulationsskandal erlitt die SPÖ bei der Landtagswahl in Salzburg 2013 schwere Verluste und verlor den Landeshauptmannsessel an die ÖVP. Bei der Nationalratswahl 2013 verlor die SPÖ zwar erneut Stimmen und Mandate, konnte den ersten Platz aber vor der ÖVP behaupten. Bundeskanzler Werner Faymann setzte die Koalition mit der ÖVP fort. Schwere Niederlagen setzte es bei der Landtagswahl im Burgenland 2015 und der Landtagswahl in der Steiermark 2015. Der burgenländische SPÖ-Landeshauptmann Hans Niessl bildete trotz eines Parteitagsbeschlusses, der eine Zusammenarbeit mit der FPÖ auf allen Ebenen ausschloss, eine rot-blaue Koalition. In der Steiermark einigte sich der abtretende SPÖ-Landeshauptmann Franz Voves mit der ÖVP von Hermann Schützenhöfer zwar auf eine Fortsetzung der rot-schwarzen Zusammenarbeit, den Landeshauptmann sollte aber für die gesamte Legislaturperiode die ÖVP stellen, obwohl die SPÖ wieder stärkste Partei geworden war. Die beiden Landtagswahlen und die folgenden Koalitionsverhandlungen stürzten die Bundes-SPÖ in eine schwere Krise. Eine schwere Wahlniederlage folgte für die SPÖ Oberösterreich am Höhepunkt der Flüchtlingskrise bei den oberösterreichischen Landtagswahlen 2015, bei der die SPÖ mit 18,4 % (−6,6) erstmals auf Platz 3 hinter die auf 30,4 % erstarkte FPÖ (+15,1) zurückfiel. Auch bei den darauf stattgefundenen Gemeinderatswahlen in Wien erzielte die SPÖ unter Michael Häupl mit 39,6 % (−4,8) zwar das zweitschlechteste Ergebnis, konnte sich jedoch deutlich vor der FPÖ Heinz-Christian Straches mit 30,8 % (+5,1) als stimmen- und mandatsstärkste Kraft durchsetzen, der Meinungsumfragen ein Kopf-an-Kopf-Rennen mit der SPÖ um Platz 1 prognostiziert hatten.

#### 2016–2017: Kabinett Kern

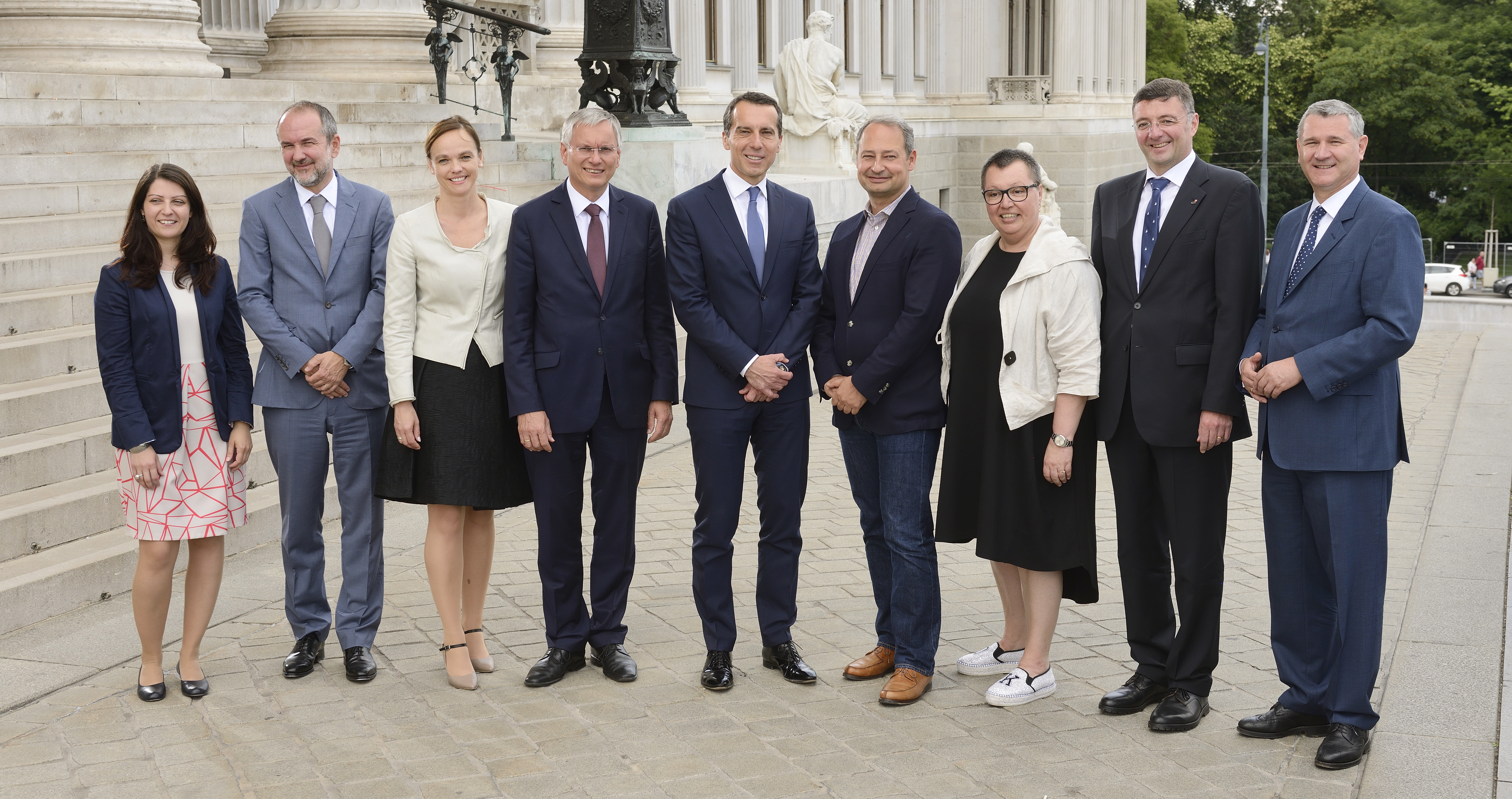
SPÖ-Regierungsmitglieder der Bundesregierung Kern (2016)

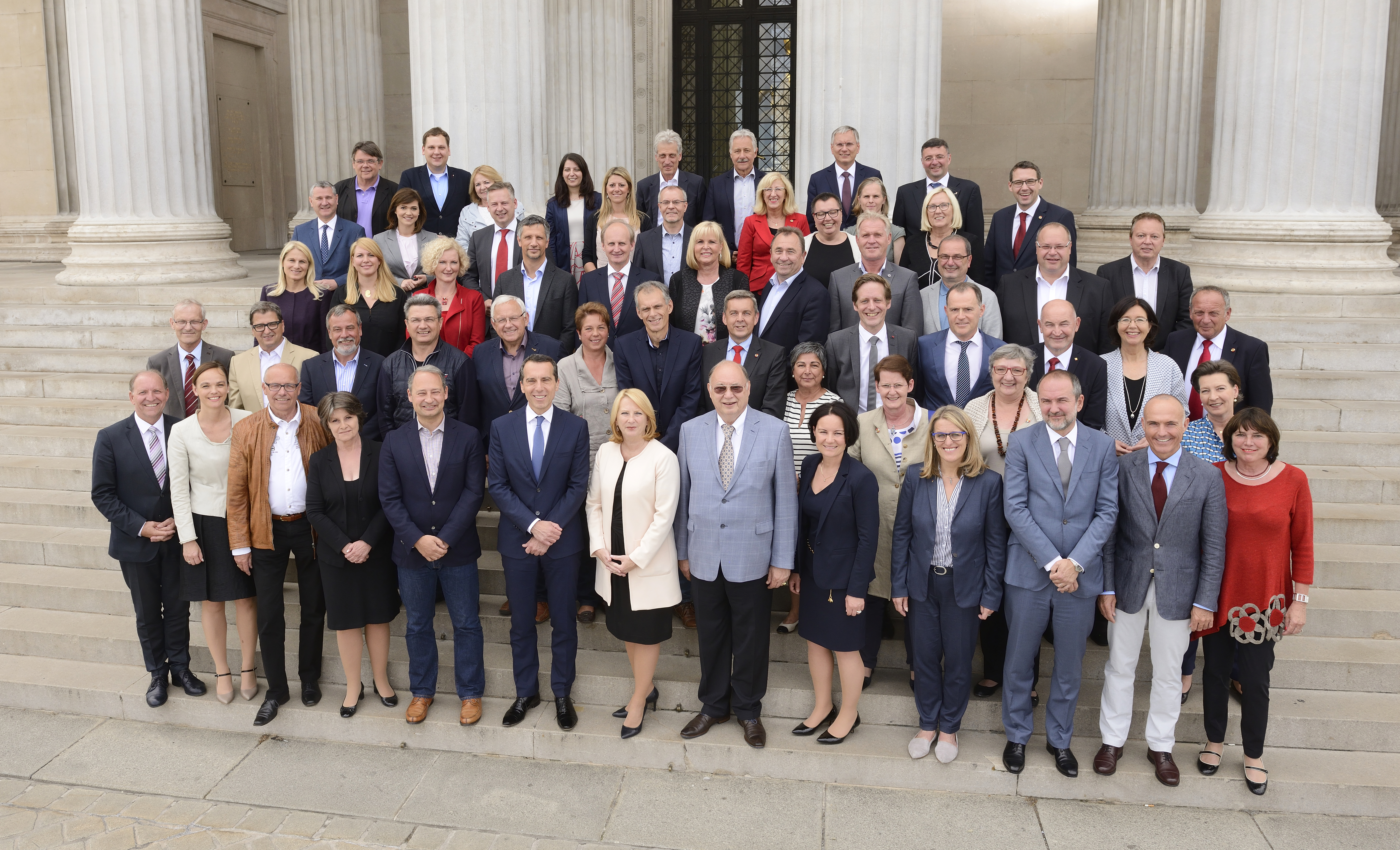
Gruppenfoto der National- und Bundesräte der SPÖ sowie der Regierungsmitglieder (2016)

In Folge des schlechten Ergebnisses des SPÖ-Kandidaten Rudolf Hundstorfer im ersten Wahlgang der Bundespräsidentenwahl am 24. April 2016 kam es in der Partei zu intensiven Diskussionen auch über Faymann als Kanzler und Parteichef. Am 9. Mai 2016 erklärte er, mit sofortiger Wirkung sowohl vom Amt des Bundeskanzlers wie auch als Vorsitzender der SPÖ zurückzutreten. Zum Bundeskanzler der Bundesregierung Kern wurde Christian Kern ernannt, der ab 25. Juni 2016 auch Parteivorsitzender war, nachdem dieses Amt interimistisch durch den Wiener Bürgermeister Michael Häupl ausgeübt worden war.

#### 2017: Erneute Opposition
Nach dem Rücktritt des Vizekanzlers und ÖVP-Obmannes Reinhold Mitterlehner zerbrach die Große Koalition unter Kanzler Christian Kern, und der Nationalrat beschloss seine Selbstauflösung. Der folgende Wahlkampf war unter anderem von der Silberstein-Affäre rund um den SPÖ-Berater Tal Silberstein geprägt. Bei der Nationalratswahl vom 15. Oktober 2017 konnte die SPÖ ihr Ergebnis aus dem Jahr 2013 zwar halten, wurde dabei aber von der Volkspartei unter ihrem neuen Obmann Sebastian Kurz überholt. Dieser begann Koalitionsverhandlungen mit der FPÖ, die am 18. Dezember 2017 in der Ernennung und Angelobung der Bundesregierung Kurz I mündeten.
Nach der Ankündigung von Christian Kern, als Spitzenkandidat der SPÖ zur Europawahl im Mai 2019 anzutreten und davor im November 2018 vom Parteivorsitz zurückzutreten, wurde Pamela Rendi-Wagner als dessen Wunschkandidatin am 22. September 2018 vom SPÖ-Parteipräsidium zu seiner Nachfolgerin designiert und übernahm geschäftsführend den Parteivorsitz.
Auf dem 44. ordentlichen Bundesparteitag in Wels wurde Rendi-Wagner am 24. November 2018 mit 97,81 Prozent der Delegiertenstimmen als erste Frau in der Geschichte der 1888 gegründeten Partei zur Parteivorsitzenden der SPÖ gewählt.

 Als ihr Ziel nannte die neue SPÖ-Chefin, sie wolle „die erste Bundeskanzlerin dieser Republik werden“.
Im Zuge der von der „Ibiza-Affäre“ verursachten Regierungskrise beschloss der Nationalrat im Juni 2019 die Selbstauflösung, die Bundesregierung Bierlein setzte Neuwahlen für den 29. September 2019 an. Die SPÖ übernahm im Parlament eine wesentliche Rolle bei der Ermöglichung der Beamtenregierung und bei der Gesetzgebung im „freien Spiel der Kräfte“ vor der Wahl.
Am 28. Mai 2019 wurde Rendi-Wagner als Spitzenkandidatin für die Nationalratswahl in Österreich 2019 vom Parteipräsidium einstimmig bestätigt. Ihre Partei erreichte mit 21,18 Prozent (minus 5,7 Prozentpunkte) das bis dahin historisch schlechteste Ergebnis bei einer Nationalratswahl. Nach der schweren Niederlage bei der Landtagswahl in der Steiermark am 24. November 2019 begann eine Personaldebatte in der Partei, zudem geriet der hohe Schuldenstand in den Mittelpunkt der Berichterstattung.

#### Seit 2020: Weiter in der Opposition und parteiinterne Querelen
Bei der Landtagswahl im Burgenland 2020 gewann mit Hans Peter Doskozil ein Repräsentant des rivalisierenden Parteiflügels die absolute Mehrheit an Mandaten. Pamela Rendi-Wagner entschloss sich wegen ständiger Querschüsse aus der Partei, in einer Mitgliederbefragung vom 4. März bis 2. April, die Vertrauensfrage zu stellen.
Die Parteichefin gewann diese mit 71,4 % bei einer Wahlbeteiligung von 41,3 %. Nach einer kurzen Ruhepause für die Vorsitzende griff sie der burgenländische Landeshauptmann Hans Peter Doskozil Ende Juli wieder scharf an und stellte in Frage, ob sie die SPÖ in die Nationalratswahl 2024 führen könne. Bei der Wiener Landtags- und Gemeinderatswahl 2020 gewann die SPÖ unter Bürgermeister Michael Ludwig etwa 2 Prozentpunkte hinzu und erreichte mit circa 41,6 % mit einem deutlichen Vorsprung auf die ÖVP den ersten Platz.
Mit dem Bundesparteitag 2021 wurde die Anzahl der Stellvertreter der Parteivorsitzenden auf sechs Personen reduziert, zu Stellvertretern von Rendi-Wagner wurden Doris Bures, Birgit Gerstorfer, Eva Maria Holzleitner, Peter Kaiser, Michael Ludwig und Franz Schnabl gewählt. Am Bundesparteitag 2021 wurde Pamela Rendi-Wagner mit 75,3 % zur Parteiobfrau wiedergewählt.
Bei der Landtagswahl in Oberösterreich 2021 gewann die SPÖ mit Spitzenkandidatin Birgit Gerstorfer, von einem Rekordtief startend, rund 0,2 Prozentpunkte hinzu und kam auf 18,6 %.
Bei der im September 2022 stattfindenden Landtagswahl in Tirol erreichte die SPÖ unter dem erstmals antretenden Spitzenkandidat Georg Dornauer 17,5 %, ein Zugewinn von 0,2 Prozentpunkten. In Folge der Wahl bildete sich eine ÖVP-SPÖ-Koalition und Georg Dornauer wurde Landeshauptmann-Stellvertreter.
Im November 2022 wurde bekanntgegeben, dass der langjährige Sitz von Bundespartei und Wiener Landespartei in der Löwelstraße im Jahr 2023 aufgelassen wird. Als Hauptgrund wurden der nicht mehr zeitgemäße Zustand der Immobilie und der zu hohen Renovierungskosten angeführt. Im Juni 2023 präsentierte Michael Ludwig die Pläne für einen neuen Sitz der SPÖ Wien im Arbeiterheim Favoriten, die Übersiedlung aus der Löwelstraße sei für 2026 geplant.
Die Landtagswahl im Jänner 2023 in Niederösterreich brachte für die SPÖ unter Landeshauptmann-Stellvertreter Franz Schnabl 20,7 %, einen Verlust von 3,3 Prozentpunkten. Dies markierte das schlechteste Ergebnis der SPÖ Niederösterreich nach dem Zweiten Weltkrieg. Bei der Landtagswahl in Kärnten im März 2023 wurde die SPÖ unter Landeshauptmann Peter Kaiser zwar erneut stärkste Kraft, erreichte mit einem Stimmenanteil von 38,9 % aber neun Prozentpunkte weniger als zuvor und verlor 3 ihrer 18 Mandate im Kärntner Landtag.
Bei der Landtagswahl in Salzburg am 23. April 2023 erreichte die SPÖ mit 17,9 % den dritten Platz. Eine Dreierkoalition mit ÖVP und FPÖ lehnte die Partei ab.

#### 2023: Wahl zum Parteivorsitz
Als Folge der Serie verschiedener Wahlniederlagen kam es zu einer verstärkten Personaldebatte. Rendi-Wagner forderte ihren schärfsten parteiinternen Kritiker, Hans-Peter Doskozil, am 13. März 2023 dazu auf, sich zu deklarieren, ob er eine Kandidatur um den SPÖ-Bundesvorsitz anstrebe. Doskozil kündigte seine Kandidatur am Folgetag an. Der Bundesvorstand der Partei beschloss daraufhin für Mai 2023 eine Mitgliederbefragung zum SPÖ-Vorsitz, deren Ergebnis anschließend auf einem außerordentlichen Bundesparteitag bestätigt werden soll.
Bis 27. März 2023 meldeten sich zunächst 73 Personen als Kandidaten für den Parteivorsitz, schließlich traten nur Rendi-Wagner, Doskozil und der Traiskirchner Bürgermeister Andreas Babler gegeneinander im Rahmen einer SPÖ-Mitgliederbefragung an. Bei der Befragung waren 147.993 Mitglieder wahlberechtigt. Die Wahlbeteiligung lag bei 72,4 %. Mit 33,68 % der gültigen Stimmen ging Doskozil als Sieger hervor, ihm folgten Babler mit 31,51 % und Rendi-Wagner mit 31,35 %.

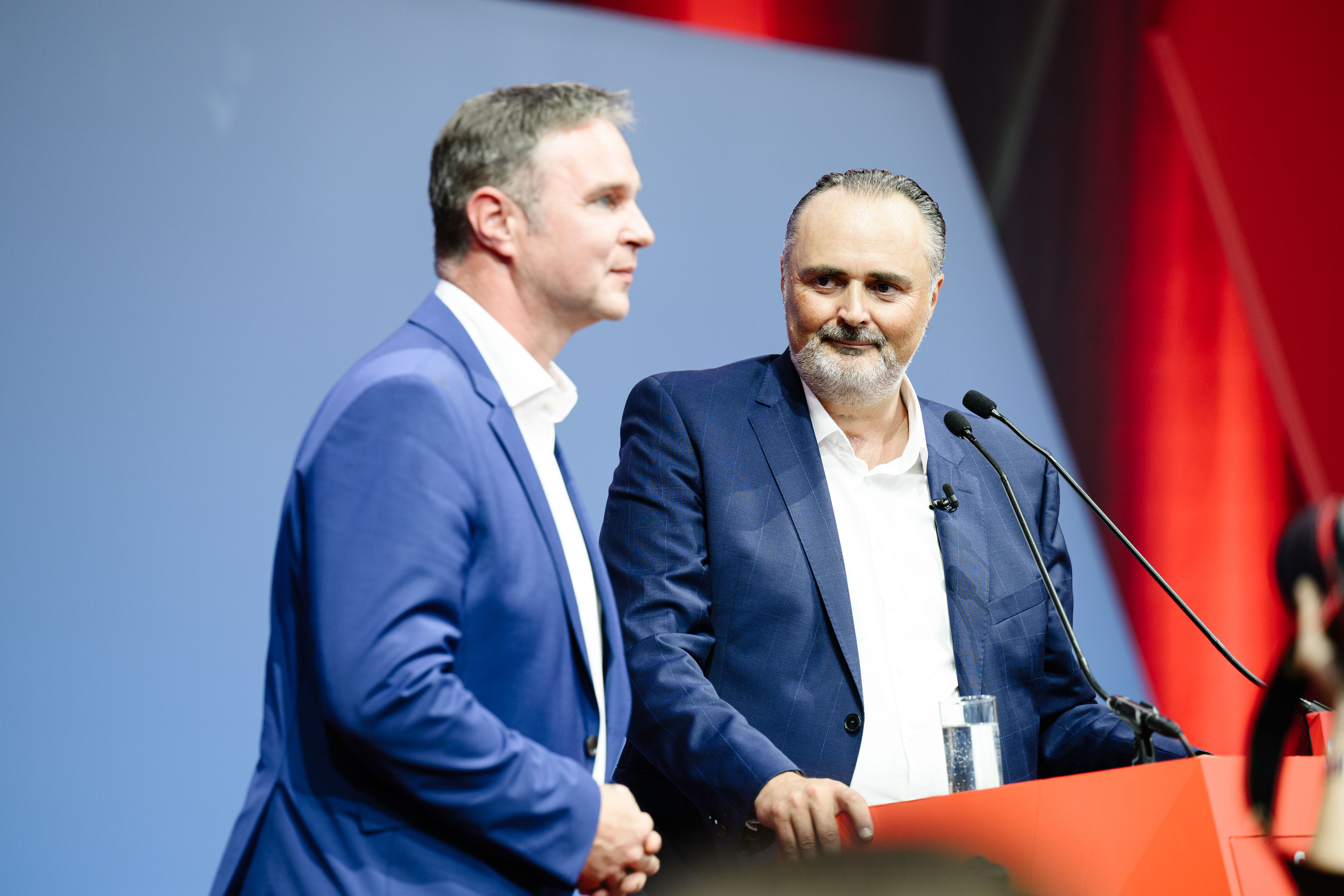
Andreas Babler und Hans Peter Doskozil auf dem außerordentlichen Parteitag am 3. Juni 2023

Auf einem außerordentlichen Parteitag am 3. Juni 2023 im Design Center Linz kandidierten schließlich Hans Peter Doskozil, Andreas Babler und der Unternehmer Berthold Felber zur Wahl als Parteivorsitzender der SPÖ. 609 Delegierte waren zur Wahl zugelassen, 601 Delegierte gaben ihre Stimme ab, 597 hiervon in gültiger Weise. 317 Delegierte stimmten für Andreas Babler, was 52,66 % der Delegiertenstimmen entsprach, wodurch dieser neuer Parteivorsitzender wurde. Auf Hans-Peter Doskozil entfielen 280 Delegiertenstimmen, was 46,51 % der Delegiertenstimmen entsprach. Auf Berthold Felber entfielen keine Stimmen.
Die Vorsitzwahl wurde von Turbulenzen überschattet. Während am 3. Juni 2023 noch Hans-Peter Doskozil während des Parteitags zum Sieger erklärt worden war, wurde am 5. Juni 2023 bekannt, dass bei der Auszählung der Delegiertenstimmen eben diese Stimmen vertauscht wurden und Babler die Abstimmung gewann. Doskozil kündigte kurz darauf an, dass er das Ergebnis akzeptieren werde.
Babler kündigte in einer ersten Pressekonferenz an, das Ergebnis erst nach einer weiteren Auszählung zu akzeptieren. Diese fand am 6. Juni 2023 statt und bestätigte das Ergebnis des Vortags. Am 7. August 2023 brachte das Parteimitglied Berthold Felber eine Klage beim Landesgericht für Zivilrechtssachen Wien ein, deren Begehren auf Aufhebung bzw. Nichtigerklärung des Wahlergebnisses gerichtet ist. Diese Klage wurde in 1. Instanz mit Urteil abgewiesen, Felber legte dagegen Berufung ein.

#### Seit 2023: Unter Vorsitzendem Andreas Babler
Im August startete der neue Parteivorsitzende Babler eine Sommertour durch alle Bundesländer, wobei in Kärnten mit Landeshauptmann Kaiser der Start mit dem Thema Kinderarmut erfolgte. Im Vorfeld des ORF-„Sommergesprächs“ 2023 präsentierte SPÖ-Chef Babler die Pläne der Sozialdemokraten für eine Erbschaftssteuer. Seit Jahren möchte die Partei die Wiedereinführung dieser durchsetzen, nun legte sie ein neues Konzept dafür vor, das mit dem Modell in Deutschland vergleichbar ist.
Im Oktober 2024 wurde Andreas Babler von der Vollversammlung des Nationalratsklubs der SPÖ mit 86 % zum Klubobmann gewählt.
Bei der Nationalratswahl 2024 verlor die Partei mit 21,14 % nochmals minimal zur Nationalratswahl 2019 (−0,04 %) und erzielte somit das schlechteste Ergebnis der Parteigeschichte, wobei sie paradoxerweise sowohl an Stimmen zulegte (gut 20.000, bei einer höheren Wahlbeteiligung) als auch ein Mandat gewann (+1 auf 41, wegen des deutlich höheren Stimmenanteils für Parteien, die es nicht ins Parlament schafften).
Am 25. Oktober 2024 nahm die ÖVP und die SPÖ erste Sondierungsgespräche auf. Einige Wochen später, am 13. November 2024, stiegen die NEOS in die Gespräche mit ein. Für die SPÖ verhandelten neben Babler Doris Bures, Wolfgang Katzian, Philip Kucher, Eva-Maria Holzleitner und Sandra Breiteneder. Am 3. Jänner 2025 brachen die NEOS die Koalitionsverhandlungen ab. Die ÖVP und SPÖ führten daraufhin die Gespräche vorerst weiter, bevor einen Tag später die ÖVP ebenfalls aus den Koalitionsgesprächen ausstieg. Nach dem Scheitern der Koalitionsgespräche der FPÖ sowie der ÖVP unter neuem Parteichef Christian Stocker am 12. Februar 2025, begannen erneute Verhandlungen über eine Dreierkoalition. Am 27. Februar 2025 einigten sich die drei Parteien auf die Bildung einer Regierung und präsentierten das gemeinsame Regierungsprogramm. Nach der Bildung der Bundesregierung Stocker im März 2025 wurde Philip Kucher Klubvorsitzender.

## Aktuelle Wahlergebnisse

Ergebnisse bei Nationalratswahlen (1945–2019)

Länder, in denen die SPÖ im Landtag vertreten ist (2022)
als Mitglied der Landesregierung und den Landeshauptmann stellt
als Mitglied der Landesregierung
als Mitglied einer Proporzregierung ohne Arbeitsübereinkommen
als Oppositionspartei

Die SPÖ stellt drei Landeshauptmänner (in Wien, dem Burgenland, und seit März 2013 auch wieder in Kärnten) und ist in Tirol in der Landesregierung als Juniorpartner vertreten. Bis Juni 2013 stellte sie zudem in Salzburg mit Gabi Burgstaller die Landeshauptfrau. Des Weiteren ist die SPÖ in der niederösterreichischen und oberösterreichischen Landesregierung, trotz eines Arbeitsübereinkommens zwischen ÖVP und FPÖ, durch das Proporzsystem mit einem bzw. zwei Landesräten vertreten. Darüber hinaus ist sie besonders stark in den Gewerkschaften und den Arbeiterkammern sowie einigen Betrieben in der Form der Fraktion Sozialdemokratischer Gewerkschafter (FSG) vertreten.
Letzte Wahlergebnisse auf nationaler Ebene und in den Bundesländern
- Landtagswahl in Oberösterreich 2021: 18,58 % (+0,21 Prozentpunkte gegenüber 2015)
- Landtagswahl in Tirol 2022: 17,48 % (+0,23 Prozentpunkte gegenüber 2018)
- Landtagswahl in Niederösterreich 2023: 20,65 % (−3,27 Prozentpunkte gegenüber 2018)
- Landtagswahl in Kärnten 2023: 38,94 % (−9,00 Prozentpunkte gegenüber 2018)
- Landtagswahl in Salzburg 2023: 17,87 % (−2,16 Prozentpunkte gegenüber 2018)
- Europawahl in Österreich 2024: 23,22 % (−0,67 Prozentpunkte gegenüber 2019)
- Nationalratswahl in Österreich 2024: 21,14 % (−0,04 Prozentpunkte gegenüber 2019)
- Landtagswahl in Vorarlberg 2024: 9,06 % (−0,40 Prozentpunkte gegenüber 2019)
- Landtagswahl in der Steiermark 2024: 21,36 % (−1,66 Prozentpunkte gegenüber 2019)
- Landtagswahl im Burgenland 2025: 46,38 % (−3,56 Prozentpunkte gegenüber 2020)
- Landtags- und Gemeinderatswahl in Wien 2025: 39,38 % (−2,24 Prozentpunkte gegenüber 2020)

## Persönlichkeiten

### SPÖ-Bundespräsident

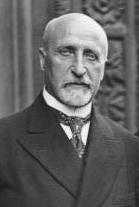
Karl Seitz 15. März 1919 – 9. Dezember 1920
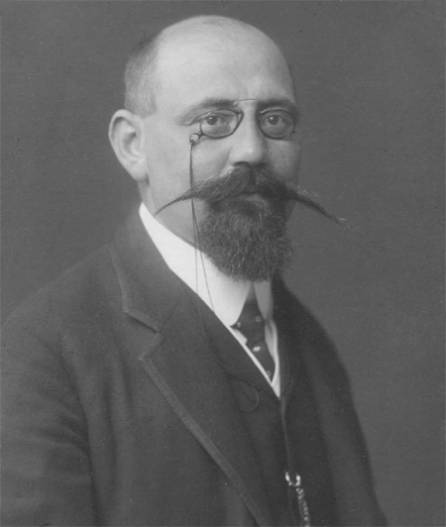
Karl Renner 20. Dezember 1945 – 31. Dezember 1950
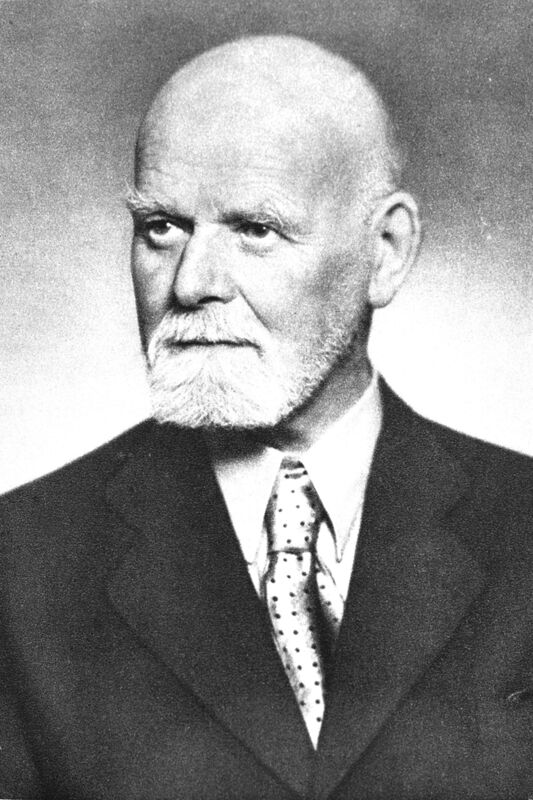
Theodor Körner 21. Juni 1951 – 4. Jänner 1957
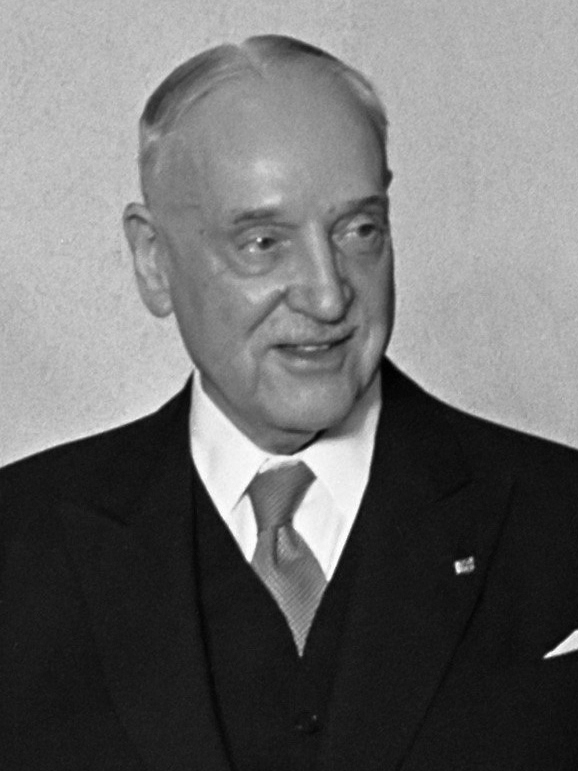
Adolf Schärf 22. Mai 1957 – 28. Februar 1965
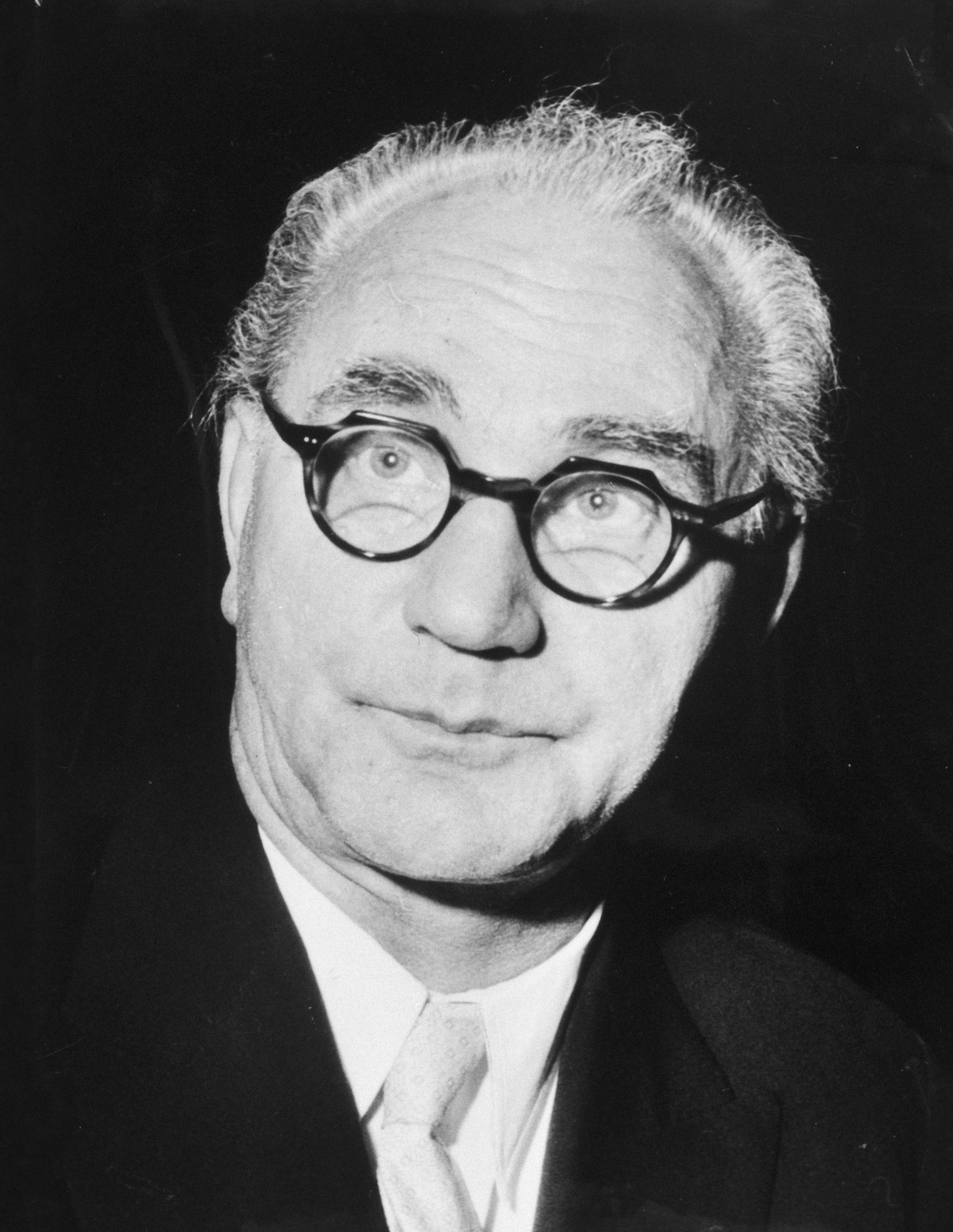
Franz Jonas 9. Juni 1965 – 24. April 1974
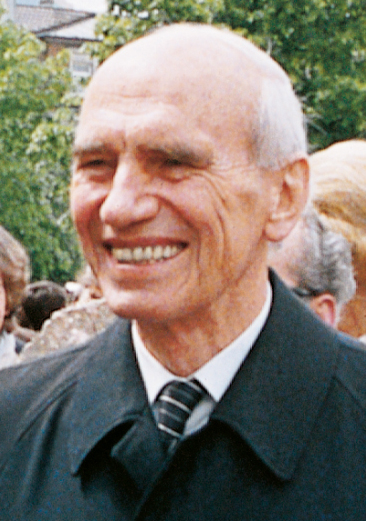
Rudolf Kirchschläger 8. Juli 1974 – 8. Juli 1986
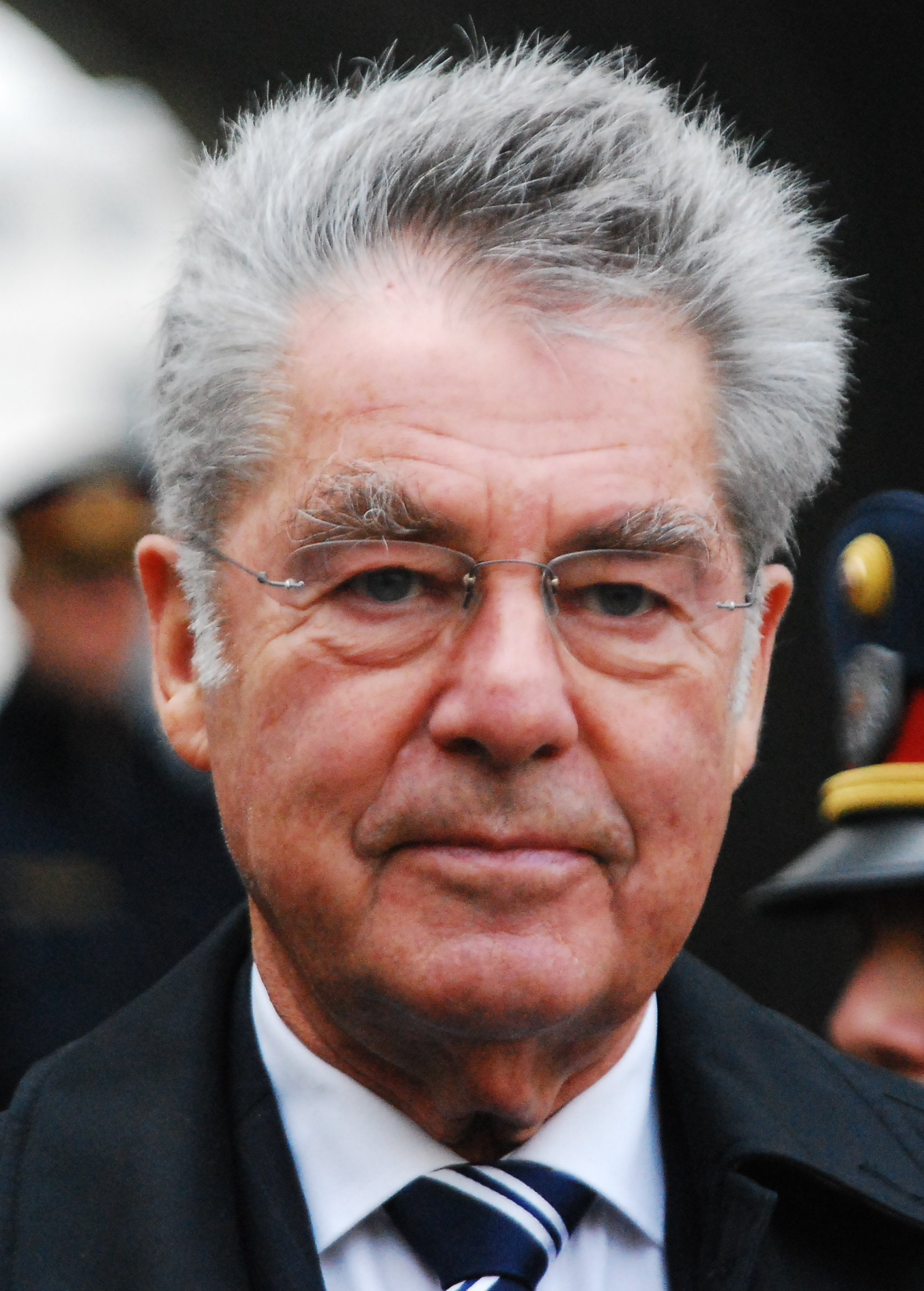
Heinz Fischer 8. Juli 2004 – 8. Juli 2016

### SPÖ-Bundeskanzler

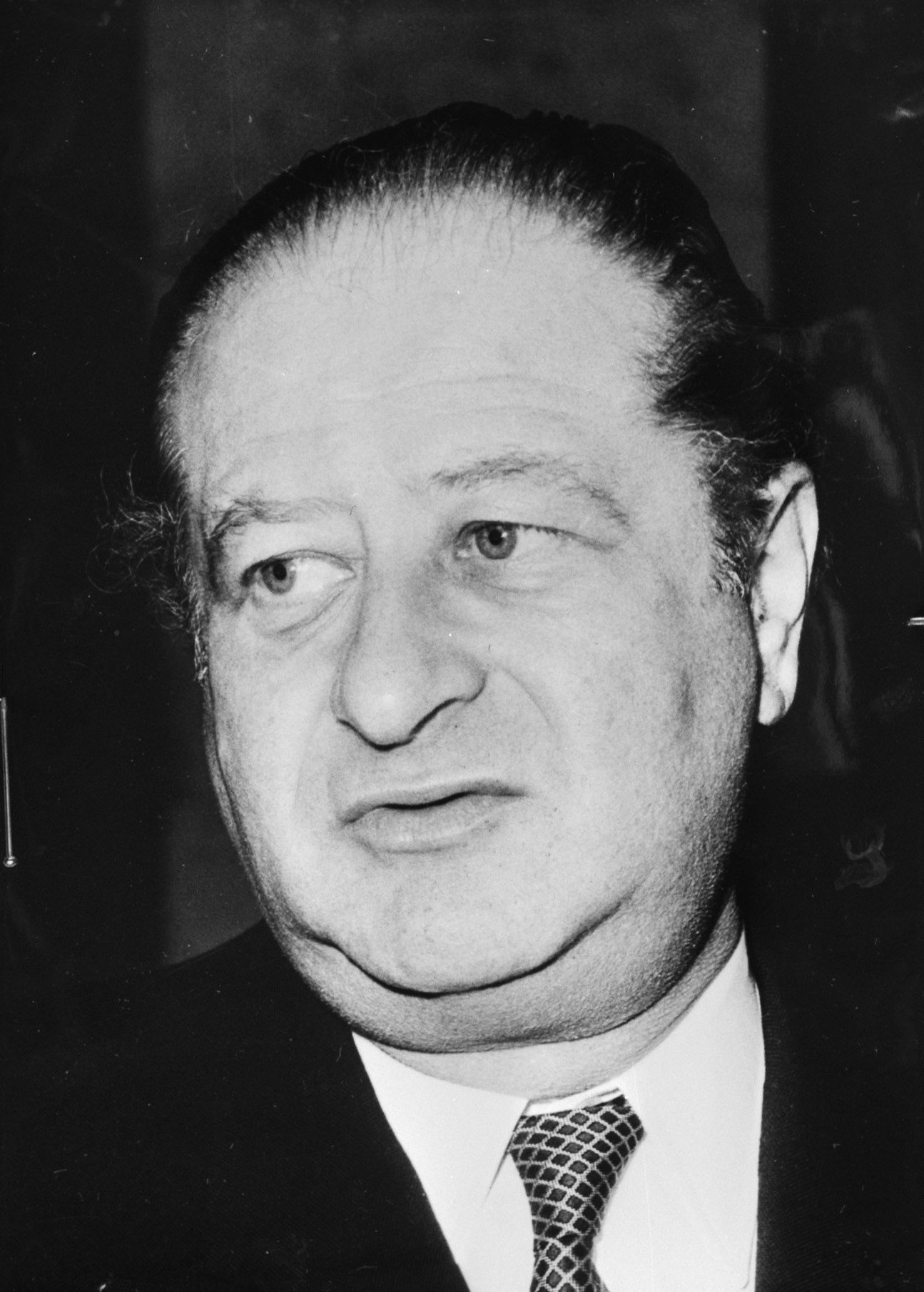
Bruno Kreisky 21. April 1970 – 24. Mai 1983
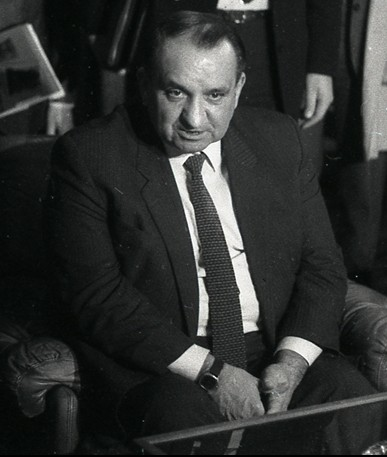
Fred Sinowatz 24. Mai 1983 – 16. Juni 1986
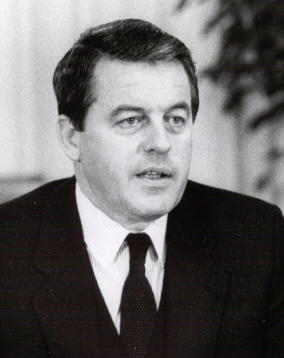
Franz Vranitzky 16. Juni 1986 – 28. Jänner 1997
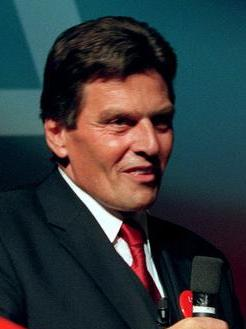
Viktor Klima 28. Jänner 1997 – 4. Februar 2000
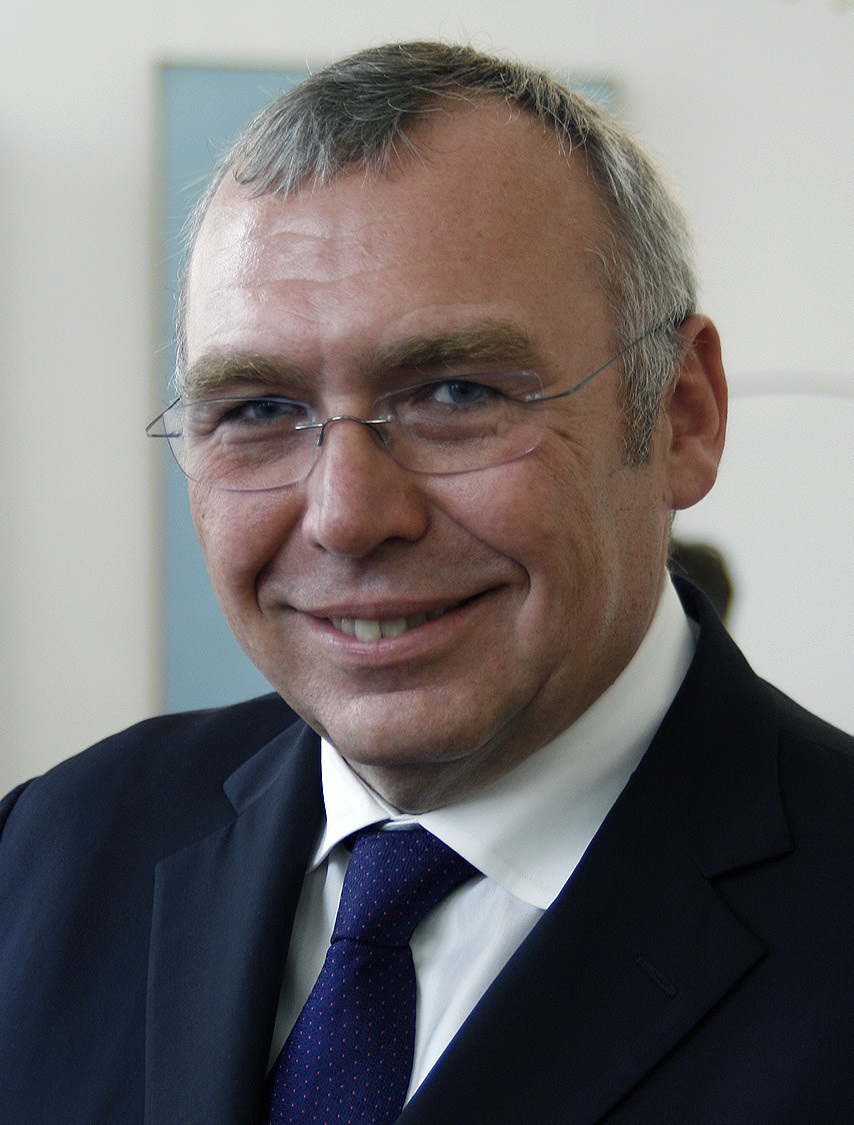
Alfred Gusenbauer 11. Jänner 2007 – 2. Dezember 2008
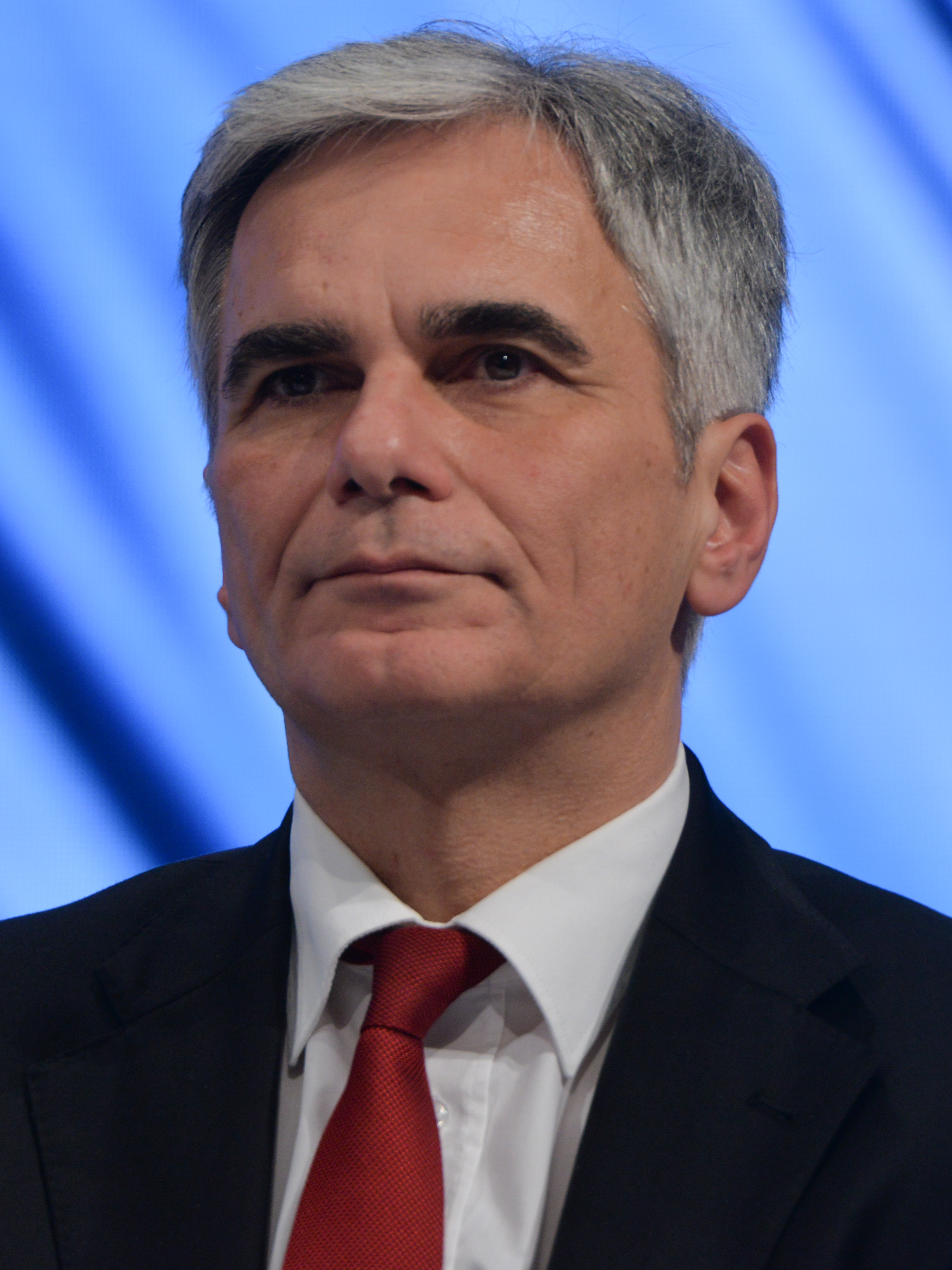
Werner Faymann 2. Dezember 2008 – 9. Mai 2016
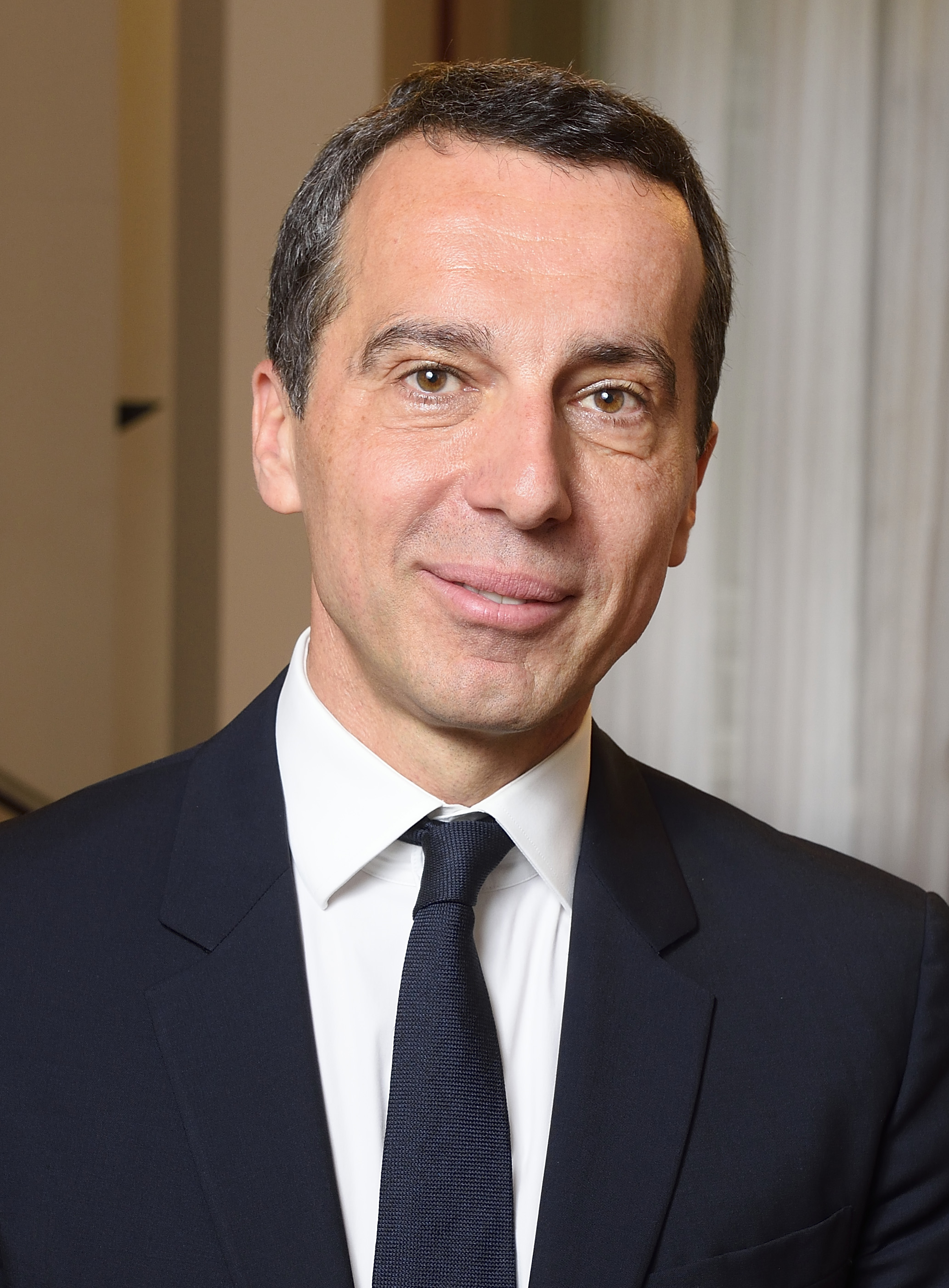
Christian Kern 17. Mai 2016 – 18. Dezember 2017

### Zentralsekretäre bzw. Bundesgeschäftsführer seit 1945
Bis 1993 wurden die Bundesgeschäftsführer Zentralsekretäre genannt.

#### Zentralsekretäre
- 1945–1946: Franz Popp, Franz Rauscher
- 1945–1948: Erwin Scharf
- 1946–1965: Otto Probst
- 1946–1956: Karl Waldbrunner
- 1956–1966: Alois Piperger[106][107]
- 1963–1968: Willi Liwanec
- 1963–1968: Leopold Gratz
- 1967–1970: Otto Probst
- 1970–1987: Fritz Marsch
- 1975–1981: Karl Blecha
- 1984–1988: Peter Schieder
- 1986–1988: Heinrich Keller
- 1988: Günther Sallaberger
- 1988–1995: Josef Cap
- 1989–1995: Peter Marizzi

#### Bundesgeschäftsführer
- 1988–1995: Josef Cap
- 1989–1995: Peter Marizzi
- 1995–1997: Brigitte Ederer
- 1997–2000: Andreas Rudas
- 2000: Alfred Gusenbauer
- 2000–2003: Andrea Kuntzl
- 2000–2007: Doris Bures
- 2003–2007: Norbert Darabos
- 2007–2008: Josef Kalina
- 2007–2008: Reinhard Winterauer
- 2008: Doris Bures
- 2008–2013: Günther Kräuter
- 2008–2014: Laura Rudas
- 2013–2015: Norbert Darabos
- 2015–2016: Gerhard Schmid
- 2016–2017: Georg Niedermühlbichler
- Oktober 2017 bis Dezember 2017: Christoph Matznetter und Andrea Brunner (interimistisch)[108]
- 2017 bis 2018: Max Lercher[109]
- 2018 bis 2019: Thomas Drozda[110]
- 2019 bis 2023: Christian Deutsch
- seit 2023: Klaus Seltenheim[2]
- 2023 bis März 2025: Sandra Breiteneder[2][111]

## Landesorganisationen
| Landesverband    | Landesverband    | Landesparteiobleute                                           | Ergebnis der letzten Wahl des Landesparlaments | Ergebnis der Nationalratswahl 2024 |
| ---------------- | ---------------- | ------------------------------------------------------------- | ---------------------------------------------- | ---------------------------------- |
| Burgenland       | Burgenland       | Hans Peter Doskozil                                           | 46,4 % (2025)                                  | 27,0 %                             |
| Kärnten          | Kärnten          | Peter Kaiser                                                  | 38,9 % (2023)                                  | 23,1 %                             |
| Niederösterreich | Niederösterreich | Sven Hergovich                                                | 20,7 % (2023)                                  | 20,2 %                             |
| Oberösterreich   | Oberösterreich   | Alois Stöger (interimistisch)                                 | 18,6 % (2021)                                  | 20,3 %                             |
| Salzburg         | Salzburg         | Peter Eder, Barbara Thöny, Bettina Brandauer (interimistisch) | 17,9 % (2023)                                  | 16,8 %                             |
| Steiermark       | Steiermark       | Max Lercher                                                   | 21,4 % (2024)                                  | 18,6 %                             |
| Tirol            | Tirol            | Philip Wohlgemuth                                             | 17,5 % (2022)                                  | 15,4 %                             |
| Vorarlberg       | Vorarlberg       | Mario Leiter                                                  | 19,1 % (2024)                                  | 13,1 %                             |
| Wien             | Wien             | Michael Ludwig                                                | 39,38 % (2025)                                 | 29,9 %                             |

## Vorfeldorganisationen
Die österreichische Sozialdemokratie stand gesellschaftlich über lange Zeit in starkem Gegensatz zum bürgerlich-konservativen Lager. Sozialdemokraten wollten daher oft auch außerhalb der Politik nicht in bürgerlichen Vereinen Mitglied werden und gründeten eigene Vereine. Diese sind formal von der SPÖ unabhängig, werden aber häufig von Funktionären und Mandataren der SPÖ geleitet und daher von politischen Beobachtern als Vorfeldorganisationen bzw. der Partei nahestehend bezeichnet. Bei einigen dieser Vereine (u. a. BSA, ASKÖ, Kinderfreunde) müssen bzw. mussten Funktionäre laut Vereinsstatuten verpflichtend SPÖ-Parteimitglieder sein. Zu nennen sind unter anderen:
- Aktion kritischer Schüler innen (AKS)
- Auto-, Motor- und Radfahrerbund Österreichs (ARBÖ) (ursprünglich Arbeiter-Rad- und -Kraftfahrerbund Österreichs) (Gegenstück zum ÖAMTC)[114][115]
- Arbeitsgemeinschaft für Sport und Körperkultur in Österreich (ASKÖ) (ursprünglich Arbeiterbund für Sport und Körperkultur)
- Arbeiter-Samariter-Bund Österreichs (Rettungsorganisation)
- Arbeiter Briefmarkensammler Verein (ABSV)
- Bund Sozialdemokratischer Akademikerinnen und Akademiker, Intellektueller, Künstlerinnen und Künstler (BSA) (Gegenstück zum Österreichischen Cartellverband)
- Bund Sozialdemokratischer Freiheitskämpfer (BSF)
- Fraktion Sozialdemokratischer Gewerkschafter im ÖGB
- Österreichischer Jugendherbergsverband
- Kinderfreunde Österreich (siehe auch Rote Falken)
- Mietervereinigung Österreichs (Pendant zum „schwarzen“ Mieterbund)
- Naturfreunde (Pendant zum Alpenverein)[116][114]
- Pensionistenverband Österreichs (Gegenstück zum Österreichischen Seniorenbund)
- Sozialdemokratische LehrerInnen Österreich (SLÖ)
- Sozialistische Jugend Österreich (SJÖ)
- Junge Generation (JG)
- Sozialdemokratische LGBTIQ-Organisation in Österreich (SoHo)
- Sozialdemokratischer Wirtschaftsverband (SWV)
- SPÖ Bauern
- SPÖ Frauen
- SPÖ Bildung
- Verband der Arbeiter-Fischervereine Österreichs (VAFVÖ)
- Verband Sozialistischer Mittelschüler (VSM, bis 1973) (Gegenstück zum MKV)
- Verband Sozialistischer Student innen in Österreich (VSStÖ)
- Volkshilfe Österreich[117]
- Renner-Institut, Parteiakademie der SPÖ
- Bundes Themeninitiative Umwelt und Nachhaltigkeit

Ein Großteil der prominenten Persönlichkeiten der SPÖ, darunter zahlreiche Parteivorsitzende und führende Politikerinnen und Politiker wie zum Beispiel Andreas Babler, Julia Herr, Bruno Kreisky, Alfred Gusenbauer, Werner Faymann, Michael Häupl und Karl Blecha haben ihre politische Karriere in Vorfeldorganisationen wie der Sozialistischen Jugend Österreich oder der Jungen Generation begonnen. Diese Organisationen haben sich als bedeutende Orte der sozialdemokratischen politischen Bildung und des Engagements etabliert, an denen viele SPÖ-Mitglieder ihre ersten politischen Erfahrungen sammelten und ihre Grundwerte formen. Diese frühe politische Prägung hat maßgeblich zur Ausrichtung und Führung der SPÖ beigetragen.

## Ehemalige Parteizeitungen der SPÖ
- Arbeiter-Zeitung (AZ): 1889 bis Jänner 1992; 1989 Ausstieg der SPÖ (Restanteil von 10 %); Oktober 1991 letzte Ausgabe.
- Oberösterreichisches Tagblatt: 1916–1987
- Neues Salzburger Tagblatt: 1945–1990; 1989 Komplettausstieg der SPÖ und Übertragung der Anteile an die AZ.
- Kärntner Tageszeitung (KTZ): gegründet 1945 als Die Neue Zeit, 1946 umbenannt; Jänner bis Oktober 2010 schrittweiser Komplettausstieg der SPÖ.

## Diskussionsorgan der Partei
- Die Zukunft: Zeitschrift, Organ der Sozialdemokratischen Arbeiterpartei Österreichs (1879–1896); seit 1946: Die Zukunft (Zeitschrift SPÖ).

## Parteiorgane
Der Parlamentsklub der SPÖ publiziert online mit dem Webmagazin Kontrast.at. Die politische Akademie der SPÖ, das Dr.-Karl-Renner-Institut, gibt mit dem BSA – Bund sozialdemokratischer AkademikerInnen, Intellektueller und KünstlerInnen sowie der Wiener Bildungsakademie zehn- bis elfmal jährlich die Zeitschrift Die Zukunft heraus. Die Zeitschrift wird von der GHZ, der Gesellschaft zur Herausgabe der Zeitschrift »Zukunft«, herausgegeben und erscheint derzeit im Victor Adler Verlag.

## Mitglieder
Die Mitgliederanzahl der SPÖ erreichte Ende der 1970er Jahre mit über 720.000 Personen ihren Höchststand. Bis 1990 schrumpfte diese Zahl auf ca. 620.000 Personen, von denen bis 2005 nochmals etwa zwei Drittel wegfielen. Im März 2017 betrug der Mitgliederstand ungefähr 180.000 Personen und schrumpfte bis zur Mitgliederbefragung im Februar 2020 auf 157.855 Personen. Im Zuge der Abstimmung der Parteimitglieder über die Parteiführung wurde im März 2023 bekannt, dass noch 147.000 Personen Parteimitglied seien. Bei einem bundesweit einheitlichen jährlichen Mitgliedsbeitrag von 72 Euro ergeben sich daraus für die SPÖ Einnahmen von rund 13 Mio. Euro.
Das Durchschnittsalter der SPÖ-Mitglieder liegt bei 63 Jahren.

### Prominente Mitglieder
Siehe Kategorie:SPÖ-Mitglied.

## Finanzierung
Der Rechenschaftsbericht der SPÖ für 2015 wurde erst Ende August 2017 vom Rechnungshof veröffentlicht. Die SPÖ hatte demnach Gesamteinnahmen von knapp 96 Millionen Euro, die Ausgaben lagen bei 107,2 Millionen Euro.
Die Einnahmen der SPÖ bestehen zum größten Teil aus der Parteienförderung, die (inklusive der Förderungen für den Parlamentsklub und das Dr.-Karl-Renner-Institut) für 2017 auf Bundesebene EUR 19,2 Mio. betragen. Dazu kommen noch Förderungen für die SPÖ in den Ländern von EUR 38,5 Mio., in Summe somit 57,7 Mio. Euro.
Nach Schätzungen ist die SPÖ nach der Nationalratswahl 2017 mit EUR 20 Mio. verschuldet. Dies entspricht einer Vervierfachung des Schuldenstands per 2011 von damals EUR 5 Mio. Die Ursache für die hohe Verschuldung wird in den Nachwirkungen des finanziellen Desasters der Arbeiter-Zeitung in den 1980er Jahren, im chronischen Ungleichgewicht zwischen fixen Kosten und Einnahmen der Partei sowie dem ständigen Mitgliederschwund gesehen. Zur Schuldentilgung wurde das der SPÖ gehörende Gartenhotel Altmannsdorf um EUR 14 Mio. an die U.M. Bau AG verkauft, außerdem die der Partei gehörende Betreibergesellschaft der Gloriette in Schönbrunn und ein weiteres Drei-Sterne-Hotel. Das Ziel ist es, bis 2021 sämtliche Schulden getilgt zu haben.
Auch in der Vergangenheit war die Partei bereits mehrfach stark verschuldet. Nach der Nationalratswahl 1999 hatte die SPÖ Schulden in Höhe von EUR 25 Mio., damals wurde durch den Verkauf der Anteile der Bundespartei an der Echo-Werbeagentur, durch eine Erhöhung der Mitgliedsbeiträge sowie durch die Übertragung von Aufgaben auf die Landesorganisationen gegengesteuert. Erschwert wurde die Finanzsituation nach Abschluss der Sanierung im Jahr 2006 durch den Notverkauf der Bawag im Zuge eines Finanzskandals; zumal die Bank allein von den 70er Jahren bis 1989 umgerechnet EUR 95 Mio. an SPÖ, Gewerkschaft und Konsum durch überhöhte Zahlungen für Immobilien und Firmen zugeführt hatte. Andererseits wurde auch die Vermutung, dass die Entschuldung der SPÖ nach 2000 als verdeckte Parteienfinanzierung über die Bawag erfolgt sei, wiederholt geäußert.